# انتخابات ریاست‌جمهوری فرانسه (۲۰۰۲)
انتخابات ریاست‌جمهوری فرانسه ۲۰۰۲ شامل انتخابات دور اول در ۲۱ آوریل ۲۰۰۲ و انتخابات دور دوم بین دو کاندیدای برتر (ژاک شیراک و ژان-ماری لوپن) در ۵ مه۲۰۰۲ بود. این دور انتخابات به دلیل حضور غیرمنتظره ژان-ماری لوپن در دور دوم توجه بیش از حد جامعه جهانی را به خود جلب کرد.
شیراک با تأکید بر اقتصاد قوی در این دوره از انتخابات ریاست‌جمهوری برای بار دوم حضور یافت. انتظار می‌رفت که شیراک و لیونل ژوسپن نخست‌وزیر و نماینده حزب سوسیالیست نامزدهای برتر برای حضور در دور دوم انتخابات باشند. با این‌حال ژوسپین به‌طور غیرمنتظره‌ای در مکان سوم و پشت ژان-ماری لوپن قرار گرفت. روزنامه‌نگاران و سیاستمداران در نظرسنجی‌های خود پیش‌بینی جایگاه دوم برای لوپن را نکرده بودند. اگرچه لوپن حزب سیاسی خود جبهه ملی را به عنوان جریان اصلی محافظه‌کار معرفی می‌کند اما ناظران غیر حزبی به‌طور گسترده در تعریف آن به عنوان یک حزب راستگرای افراطی و حزب فوق‌العاده ملی گرایانه توافق دارند. به عنوان یک اعتراض تقریباً همه احزاب سیاسی فرانسه از حامیان خود خواستند که در دور دوم انتخابات علیه لوپن رأی دهند که مهمترین آنها سوسیالیست‌ها بودند. شیراک توانست با کسب ۸۲٪ آراء پیروز این انتخابات شود.
جبهه ملی پس از این انتخابات برای دومین بار توانست در انتخابات ریاست‌جمهوری فرانسه ۲۰۱۷ به دور دوم انتخابات ریاست‌جمهوری حضور پیدا کند. مارین لو پن دختر ژان-ماری لوپن توانست در انتخابات ریاست‌جمهوری سال ۲۰۱۷ حدود ۳۴٪ آراء را به خود اختصاص دهد. این نتیجه تقریباً دو برابر انتخابات ریاست‌جمهوری سال ۲۰۰۲ بود.

## نتایج
| نامزد | نامزد               | احزاب                             | احزاب               | دور اول    | دور اول | دور دوم    | دور دوم |
| نامزد | نامزد               | احزاب                             | احزاب               | آراء       | %       | آراء       | %       |
| --- | ------------------- | --------------------------------- | ------------------- | ---------- | ------- | ---------- | ------- |
| | ژاک شیراک           | تجمع برای جمهوری                  | RPR                 | ۵٬۶۶۵٬۸۵۵  | ۱۹٫۸۸٪  | ۲۵٬۵۳۷٬۹۵۶ | ۸۲٫۲۱٪  |
| | ژان-ماری لو پن      | جبهه ملی                          | FN                  | ۴٬۸۰۴٬۷۱۳  | ۱۶٫۸۶٪  | ۵٬۵۲۵٬۰۳۲  | ۱۷٫۷۹٪  |
| | لیونل ژوسپن         | حزب سوسیالیست                     | PS                  | ۴٬۶۱۰٬۱۱۳  | ۱۶٫۱۸٪  |            |         |
| | فرانسوا بایرو       | اتحاد برای دموکراسی فرانسوی       | UDF                 | ۱٬۹۴۹٬۱۷۰  | ۶٫۸۴٪   |            |         |
| | آرلت لاگیه          | مبارزه کارگران                    | LO                  | ۱٬۶۳۰٬۰۴۵  | ۵٫۷۲٪   |            |         |
| | ژان پير شونمان      | جنبش جمهوری‌خواهان و شهروندان      | MDC                 | ۱٬۵۱۸٬۵۲۸  | ۵٫۳۳٪   |            |         |
| | نوئل مامر           | حزب سبزها                         | VEC                 | ۱٬۴۹۵٬۷۲۴  | ۵٫۲۵٪   |            |         |
| | اولیویه بزانسون     | لیگ کمونیست انقلابی               | LCR                 | ۱٬۲۱۰٬۵۶۲  | ۴٫۲۵٪   |            |         |
| | جین سینت جاس        | شکار، ماهیگیری، طبیعت و سنت       | CPNT                | ۱٬۲۰۴٬۶۸۹  | ۴٫۲۳٪   |            |         |
| | آلن مادلن           | لیبرال دموکراسی                   | DL                  | ۱٬۱۱۳٬۴۸۴  | ۳٫۹۱٪   |            |         |
| | روبر اوی            | حزب کمونیست                       | PCF                 | ۹۶۰٬۴۸۰    | ۳٫۳۷٪   |            |         |
| | برونو مگرت          | جنبش ملی جمهوری‌خواهان             | MNR                 | ۶۶۷٬۰۲۶    | ۲٫۳۴٪   |            |         |
| | کریستیان توبیرا     | حزب چپ رادیکال                    | PRG                 | ۶۶۰٬۴۴۷    | ۲٫۳۲٪   |            |         |
| | کورین لوپاژ         | شهروندی، عمل و مشارکت برای قرن ۲۱ | CAP21               | ۵۳۵٬۸۳۷    | ۱٫۸۸٪   |            |         |
| | کریستین بوتین       | انجمن جمهوری‌خواهان اجتماعی        | FRS                 | ۳۳۹٬۱۱۲    | ۱٫۱۹٪   |            |         |
| | دانیل گلوک‌اشتاین    | حزب کارگران                       | PT                  | ۱۳۲٬۶۸۶    | ۰٫۴۷٪   |            |         |
| |                     |                                   |                     |            |         |            |         |
| مجموع | مجموع               | مجموع                             | مجموع               | ۲۸٬۴۹۸٬۴۷۱ | ۱۰۰٪    | ۳۱٬۰۶۲٬۹۸۸ | ۱۰۰٪    |
| |                     |                                   |                     |            |         |            |         |
| آراء معتبر | آراء معتبر          | آراء معتبر                        | آراء معتبر          | ۲۸٬۴۹۸٬۴۷۱ | ۹۶٫۶۲%  | ۳۱٬۰۶۲٬۹۸۸ | ۹۴٫۶۱٪  |
| آراء خراب و پوچ | آراء خراب و پوچ     | آراء خراب و پوچ                   | آراء خراب و پوچ     | ۹۹۷٬۲۶۲    | ۳٫۳۸%   | ۱٬۷۶۹٬۳۰۷  | ۵٫۳۹٪   |
| شمارش آٰراء/مشارکت | شمارش آٰراء/مشارکت   | شمارش آٰراء/مشارکت                 | شمارش آٰراء/مشارکت   | ۲۹٬۴۹۵٬۷۳۳ | ۷۱٫۶۰%  | ۳۲٬۸۳۲٬۲۹۵ | ۷۹٫۷۱٪  |
| خود‌داری از رأی دادن | خود‌داری از رأی دادن | خود‌داری از رأی دادن               | خود‌داری از رأی دادن | ۱۱٬۶۹۸٬۹۵۶ | ۲۸٫۴۰%  | ۸٬۳۵۸٬۸۷۴  | ۲۰٫۲۹٪  |
| رأی‌دهندگان ثبت شده | رأی‌دهندگان ثبت شده  | رأی‌دهندگان ثبت شده                | رأی‌دهندگان ثبت شده  | ۴۱٬۱۹۴٬۶۸۹ |         | ۴۱٬۱۹۱٬۱۶۹ |         |
| |                     |                                   |                     |            |         |            |         |
| جدول نتایج با تعداد رای دریافت‌شده در دور اول دستور داده شد. نتایج رسمی شورای قانون اساسی. منبع: List of candidates • First round result • Second round result |                     |                                   |                     |            |         |            |         |

### دور اول

#### براساس دپارتمان
| دپارتمان‌های فرانسه | ژاک شیراک | ژان-ماری لو پن | لیونل ژوسپن | فرانسوا بایرو | آرلت لاگیه | ژان پیر شونمان | نوئل مامر | اولیویه بزانسون | جین سینت جاس | آلن مادلن | روبر اوی | برونو مگرت | کریستیان توبیرا | کورین لوپاژ | کریستین بوتین | دانیل گلوک‌اشتاین | واجد شرایط | آراء کل   | آراء معتبر | آراء نامعتبر |
| --- | --------- | -------------- | ----------- | ------------- | ---------- | -------------- | --------- | --------------- | ------------ | --------- | -------- | ---------- | --------------- | ----------- | ------------- | ---------------- | ---------- | --------- | ---------- | ------------ |
| پاریس | ۱۷۸٬۸۴۱   | ۶۹٬۶۵۸         | ۱۴۸٬۶۲۴     | ۵۸٬۹۲۴        | ۲۲٬۷۱۴     | ۴۹٬۳۴۲         | ۵۵٬۰۵۰    | ۲۵٬۴۷۶          | ۳٬۹۰۵        | ۴۸٬۴۰۳    | ۱۶٬۲۹۹   | ۷٬۶۱۶      | ۲۸٬۱۸۹          | ۱۸٬۲۸۵      | ۱۱٬۱۱۹        | ۲٬۴۹۸            | ۱٬۰۸۱٬۴۲۰  | ۷۵۹٬۰۳۰   | ۷۴۴٬۹۴۳    | ۱۴٬۰۸۷       |
| سن-ا-مرن | ۹۳٬۴۷۲    | ۸۹٬۷۱۹         | ۷۰٬۵۶۶      | ۳۰٬۹۵۵        | ۲۶٬۷۸۶     | ۳۰٬۱۴۲         | ۲۵٬۶۵۴    | ۱۸٬۲۹۴          | ۱۰٬۴۰۲       | ۱۹٬۱۰۵    | ۱۴٬۳۲۳   | ۱۴٬۷۳۸     | ۱۳٬۸۹۵          | ۱۰٬۰۹۴      | ۴٬۴۰۰         | ۲٬۴۱۴            | ۷۲۱٬۸۱۸    | ۴۸۸٬۲۰۱   | ۴۷۴٬۹۵۹    | ۱۳٬۲۴۲       |
| ایولین | ۱۲۵٬۶۳۵   | ۸۱٬۹۰۶         | ۸۳٬۳۰۵      | ۴۹٬۱۶۳        | ۲۳٬۱۱۶     | ۳۵٬۸۵۰         | ۳۲٬۰۲۲    | ۱۷٬۱۹۴          | ۸٬۸۰۹        | ۳۰٬۰۷۴    | ۱۲٬۸۶۱   | ۱۱٬۱۲۷     | ۱۴٬۳۲۴          | ۱۵٬۰۵۰      | ۱۲٬۹۷۷        | ۱٬۹۶۵            | ۸۲۵٬۳۹۷    | ۵۶۷٬۸۸۵   | ۵۵۵٬۳۷۸    | ۱۲٬۵۰۷       |
| اسون | ۸۶٬۵۶۳    | ۷۲٬۲۸۶         | ۷۶٬۲۱۵      | ۳۲٬۳۱۹        | ۲۴٬۶۱۲     | ۳۳٬۰۵۹         | ۲۸٬۰۲۹    | ۱۷٬۱۳۹          | ۷٬۱۹۴        | ۱۷٬۷۰۲    | ۱۵٬۵۶۲   | ۹٬۵۵۶      | ۱۵٬۵۵۵          | ۱۰٬۶۲۷      | ۴٬۵۱۷         | ۱٬۹۸۶            | ۶۸۱٬۷۰۶    | ۴۶۴٬۸۵۴   | ۴۵۲٬۹۲۱    | ۱۱٬۹۳۳       |
| او-دو-سن | ۱۲۹٬۲۹۷   | ۶۴٬۲۰۴         | ۸۹٬۹۵۸      | ۴۷٬۸۳۴        | ۲۰٬۵۷۲     | ۳۵٬۱۶۵         | ۳۱٬۵۷۰    | ۱۶٬۲۰۹          | ۴٬۲۹۰        | ۳۱٬۹۶۲    | ۱۸٬۰۸۶   | ۹٬۰۴۰      | ۱۸٬۴۳۲          | ۱۳٬۶۳۳      | ۷٬۹۹۶         | ۱٬۷۴۹            | ۸۱۴٬۸۶۶    | ۵۵۱٬۷۸۹   | ۵۳۹٬۹۹۷    | ۱۱٬۷۹۲       |
| سن-سن-دنی | ۶۳٬۹۲۰    | ۷۰٬۳۲۶         | ۷۰٬۷۵۷      | ۲۰٬۷۳۴        | ۲۳٬۶۹۹     | ۲۵٬۳۸۳         | ۲۴٬۳۲۵    | ۱۴٬۹۶۵          | ۳٬۱۲۹        | ۱۳٬۹۸۸    | ۲۴٬۸۵۶   | ۹٬۷۸۰      | ۲۰٬۷۹۰          | ۵٬۵۶۲       | ۲٬۴۳۱         | ۱٬۸۳۱            | ۶۳۰٬۸۹۷    | ۴۰۶٬۴۶۵   | ۳۹۶٬۴۷۶    | ۹٬۹۸۹        |
| ول-دو-مرن | ۸۵٬۶۵۸    | ۶۳٬۳۹۷         | ۷۵٬۸۳۸      | ۳۱٬۸۶۲        | ۲۰٬۷۶۴     | ۳۰٬۳۳۲         | ۲۷٬۷۴۸    | ۱۵٬۸۵۴          | ۳٬۸۸۹        | ۲۱٬۶۴۰    | ۲۳٬۹۶۴   | ۸٬۶۳۴      | ۱۸٬۱۹۰          | ۸٬۹۵۷       | ۳٬۴۱۲         | ۱٬۹۲۶            | ۶۷۶٬۲۸۵    | ۴۵۲٬۹۱۰   | ۴۴۲٬۰۶۵    | ۱۰٬۸۴۵       |
| ول-دوآز | ۷۴٬۹۹۴    | ۷۲٬۱۷۷         | ۶۴٬۹۰۳      | ۲۷٬۲۵۰        | ۲۰٬۸۶۰     | ۲۶٬۴۰۹         | ۲۲٬۲۱۷    | ۱۳٬۸۷۶          | ۵٬۴۲۷        | ۱۷٬۴۰۱    | ۱۶٬۰۶۳   | ۸٬۸۳۶      | ۱۴٬۹۸۱          | ۸٬۰۱۶       | ۳٬۳۴۰         | ۱٬۸۰۲            | ۶۰۴٬۳۰۹    | ۴۰۸٬۶۵۸   | ۳۹۸٬۵۵۲    | ۱۰٬۱۰۶       |
| آردن | ۲۴٬۰۳۸    | ۳۰٬۸۲۶         | ۲۱٬۷۶۷      | ۷٬۵۵۱         | ۹٬۷۹۹      | ۵٬۶۳۷          | ۵٬۲۰۷     | ۵٬۸۶۳           | ۵٬۲۸۳        | ۳٬۹۱۴     | ۴٬۵۴۸    | ۴٬۸۴۸      | ۱٬۴۹۰           | ۱٬۸۱۷       | ۱٬۲۴۶         | ۶۶۴              | ۱۹۲٬۴۲۲    | ۱۳۸٬۶۰۸   | ۱۳۴٬۴۹۸    | ۴٬۱۱۰        |
| اوب | ۲۸٬۹۱۵    | ۳۰٬۰۰۹         | ۱۸٬۸۸۲      | ۸٬۶۰۸         | ۷٬۷۳۱      | ۶٬۴۸۵          | ۵٬۰۷۲     | ۴٬۹۹۰           | ۶٬۹۰۶        | ۵٬۶۶۱     | ۴٬۴۱۷    | ۳٬۶۹۳      | ۲٬۰۷۱           | ۲٬۴۹۰       | ۱٬۴۷۶         | ۷۳۴              | ۱۹۳٬۷۰۱    | ۱۴۲٬۹۲۴   | ۱۳۸٬۱۴۰    | ۴٬۷۸۴        |
| مرن | ۵۲٬۵۱۰    | ۴۹٬۳۴۹         | ۳۵٬۲۸۷      | ۱۹٬۶۶۳        | ۱۷٬۶۸۲     | ۱۲٬۱۱۹         | ۱۱٬۹۷۳    | ۱۰٬۰۷۲          | ۸٬۸۷۲        | ۱۰٬۸۴۸    | ۶٬۸۶۷    | ۷٬۲۷۵      | ۳٬۷۷۸           | ۴٬۹۳۲       | ۲٬۷۲۴         | ۱٬۱۸۰            | ۳۷۲٬۰۷۷    | ۲۶۲٬۹۸۰   | ۲۵۵٬۱۳۱    | ۷٬۸۴۹        |
| اوت-مارن | ۱۹٬۸۶۲    | ۲۲٬۳۵۵         | ۱۳٬۰۵۷      | ۵٬۶۴۷         | ۶٬۱۹۵      | ۴٬۴۶۷          | ۴٬۳۲۰     | ۴٬۷۵۱           | ۵٬۰۹۴        | ۳٬۸۱۷     | ۲٬۴۷۰    | ۲٬۹۲۱      | ۱٬۴۸۷           | ۱٬۶۸۳       | ۱٬۰۴۶         | ۵۴۹              | ۱۴۳٬۶۳۵    | ۱۰۳٬۷۰۴   | ۹۹٬۷۲۱     | ۳٬۹۸۳        |
| ان (ا-دو-فرانس) | ۴۹٬۲۸۰    | ۵۵٬۵۶۲         | ۴۰٬۲۰۹      | ۱۳٬۹۷۲        | ۲۱٬۳۶۹     | ۱۲٬۲۳۰         | ۹٬۳۷۹     | ۱۲٬۴۱۲          | ۱۰٬۶۴۶       | ۸٬۴۶۲     | ۱۰٬۲۸۶   | ۶٬۸۳۱      | ۳٬۲۲۸           | ۳٬۷۲۷       | ۲٬۳۳۳         | ۱٬۸۷۷            | ۳۶۶٬۹۳۴    | ۲۷۰٬۶۵۱   | ۲۶۱٬۸۰۳    | ۸٬۸۴۸        |
| اوآز | ۶۶٬۳۶۲    | ۸۲٬۵۸۹         | ۴۹٬۵۴۹      | ۲۱٬۵۹۶        | ۲۵٬۱۶۷     | ۱۸٬۷۳۶         | ۱۶٬۱۴۲    | ۱۴٬۷۱۹          | ۱۱٬۷۷۶       | ۱۲٬۹۲۰    | ۱۲٬۰۲۹   | ۱۱٬۶۵۴     | ۷٬۰۲۸           | ۶٬۵۱۳       | ۴٬۰۶۴         | ۲٬۰۰۴            | ۵۰۶٬۸۴۴    | ۳۷۳٬۹۱۹   | ۳۶۲٬۸۴۸    | ۱۱٬۰۷۱       |
| سم | ۵۱٬۴۸۸    | ۴۷٬۷۲۹         | ۴۰٬۷۶۴      | ۱۸٬۷۳۰        | ۲۳٬۳۷۲     | ۱۲٬۲۴۰         | ۱۰٬۷۰۴    | ۱۲٬۸۶۴          | ۳۵٬۴۱۳       | ۷٬۵۷۰     | ۱۳٬۱۰۹   | ۶٬۳۵۱      | ۳٬۶۰۹           | ۴٬۶۴۳       | ۲٬۴۵۱         | ۱٬۵۹۸            | ۴۰۰٬۰۱۲    | ۳۰۲٬۸۵۶   | ۲۹۲٬۶۳۵    | ۱۰٬۲۲۱       |
| اور | ۵۲٬۴۳۲    | ۵۳٬۱۲۰         | ۳۷٬۷۳۷      | ۱۷٬۵۷۴        | ۱۸٬۶۴۰     | ۱۲٬۶۷۲         | ۱۱٬۹۰۹    | ۱۲٬۶۳۴          | ۱۴٬۱۰۴       | ۱۰٬۱۲۶    | ۸٬۰۰۷    | ۷٬۹۹۰      | ۵٬۲۱۷           | ۵٬۱۰۰       | ۲٬۵۵۵         | ۱٬۵۲۳            | ۳۷۸٬۴۱۰    | ۲۸۰٬۸۷۵   | ۲۷۱٬۳۴۰    | ۹٬۵۳۵        |
| سن-ماریتیم | ۱۱۳٬۶۵۴   | ۹۶٬۶۷۱         | ۱۰۰٬۰۱۰     | ۳۵٬۹۶۳        | ۴۶٬۹۶۶     | ۲۷٬۸۷۲         | ۲۹٬۲۹۰    | ۳۰٬۴۱۵          | ۲۲٬۳۲۰       | ۱۹٬۳۱۵    | ۲۷٬۱۷۰   | ۱۵٬۸۶۱     | ۱۱٬۲۵۶          | ۱۰٬۲۹۷      | ۵٬۴۷۸         | ۳٬۳۱۶            | ۸۳۷٬۶۵۹    | ۶۱۶٬۰۵۷   | ۵۹۵٬۸۵۴    | ۲۰٬۲۰۳       |
| شر | ۳۳٬۲۷۶    | ۲۵٬۴۴۹         | ۲۳٬۶۸۸      | ۹٬۴۹۳         | ۱۱٬۱۲۱     | ۷٬۹۵۰          | ۶٬۵۰۰     | ۶٬۸۸۷           | ۸٬۸۹۱        | ۵٬۵۴۹     | ۱۰٬۳۷۷   | ۳٬۵۹۷      | ۲٬۸۳۸           | ۲٬۶۰۸       | ۱٬۷۲۸         | ۹۰۶              | ۲۲۸٬۱۲۰    | ۱۶۷٬۳۱۰   | ۱۶۰٬۸۵۸    | ۶٬۴۵۲        |
| اور-ا-لوآر | ۴۰٬۱۶۷    | ۳۷٬۹۰۵         | ۲۸٬۶۳۵      | ۱۳٬۵۱۱        | ۱۱٬۷۷۳     | ۹٬۷۹۲          | ۸٬۵۸۸     | ۷٬۷۳۱           | ۱۰٬۴۲۰       | ۸٬۵۱۰     | ۴٬۶۱۹    | ۵٬۴۱۲      | ۴٬۰۳۰           | ۳٬۶۷۶       | ۲٬۶۸۸         | ۱٬۰۷۶            | ۲۷۸٬۱۲۳    | ۲۰۵٬۳۰۶   | ۱۹۸٬۵۳۳    | ۶٬۷۷۳        |
| اندر | ۲۶٬۷۱۴    | ۱۹٬۳۳۱         | ۲۰٬۸۷۶      | ۶٬۶۳۱         | ۸٬۲۶۷      | ۵٬۴۸۹          | ۴٬۶۱۳     | ۵٬۹۵۹           | ۹٬۴۵۵        | ۳٬۹۸۵     | ۵٬۶۱۴    | ۲٬۶۰۱      | ۲٬۰۴۱           | ۲٬۱۴۰       | ۱٬۶۳۵         | ۷۴۷              | ۱۷۶٬۶۷۸    | ۱۳۲٬۷۰۸   | ۱۲۶٬۰۹۸    | ۶٬۶۱۰        |
| اندر-ا-لوآر | ۵۳٬۵۰۴    | ۳۹٬۳۵۹         | ۴۴٬۶۲۴      | ۱۹٬۰۰۹        | ۱۷٬۷۹۶     | ۱۵٬۲۶۳         | ۱۴٬۳۶۷    | ۱۲٬۱۴۳          | ۱۲٬۷۳۸       | ۱۲٬۶۸۸    | ۷٬۶۰۰    | ۵٬۵۰۳      | ۵٬۷۶۳           | ۵٬۷۶۴       | ۳٬۸۳۶         | ۱٬۵۷۹            | ۳۸۱٬۱۳۰    | ۲۸۱٬۶۸۶   | ۲۷۱٬۵۳۶    | ۱۰٬۱۵۰       |
| لوآر-ا-شر | ۳۲٬۰۰۴    | ۳۰٬۸۱۸         | ۲۴٬۴۹۴      | ۱۲٬۵۸۷        | ۱۰٬۱۹۱     | ۸٬۱۳۱          | ۷٬۱۵۴     | ۷٬۰۹۵           | ۱۱٬۰۸۵       | ۶٬۱۶۳     | ۵٬۶۲۴    | ۴٬۰۳۸      | ۲٬۸۵۳           | ۳٬۰۰۳       | ۱٬۷۷۲         | ۸۷۴              | ۲۳۲٬۶۵۶    | ۱۷۴٬۶۲۳   | ۱۶۷٬۸۸۶    | ۶٬۷۳۷        |
| لوآره | ۵۸٬۵۷۵    | ۵۷٬۵۲۳         | ۴۱٬۸۵۷      | ۲۱٬۱۸۴        | ۱۵٬۲۸۶     | ۱۵٬۸۵۸         | ۱۳٬۸۷۶    | ۱۰٬۷۸۰          | ۱۴٬۵۴۶       | ۱۲٬۳۴۲    | ۸٬۹۶۳    | ۸٬۹۷۳      | ۶٬۰۱۷           | ۶٬۱۶۴       | ۳٬۵۴۲         | ۱٬۳۳۰            | ۴۰۹٬۳۰۹    | ۳۰۶٬۷۱۲   | ۲۹۶٬۸۱۶    | ۹٬۸۹۶        |
| کالوادوس | ۶۳٬۵۸۰    | ۴۶٬۲۵۸         | ۵۱٬۵۱۶      | ۲۲٬۶۳۱        | ۲۴٬۲۰۴     | ۱۵٬۵۵۶         | ۱۷٬۲۷۹    | ۱۵٬۶۹۸          | ۲۲٬۴۶۸       | ۱۲٬۵۱۱    | ۷٬۵۹۳    | ۶٬۴۹۷      | ۶٬۹۰۲           | ۷٬۲۵۶       | ۳٬۸۲۲         | ۱٬۸۰۱            | ۴۵۸٬۰۷۱    | ۳۳۶٬۴۹۰   | ۳۲۵٬۵۷۲    | ۱۰٬۹۱۸       |
| مانش | ۶۴٬۹۶۱    | ۳۴٬۰۶۹         | ۳۴٬۹۹۳      | ۱۷٬۰۰۱        | ۱۷٬۰۰۲     | ۱۲٬۲۳۳         | ۱۰٬۱۶۱    | ۱۲٬۱۹۲          | ۲۰٬۳۰۰       | ۹٬۸۵۱     | ۴٬۹۴۹    | ۴٬۵۶۷      | ۴٬۳۳۸           | ۴٬۹۱۹       | ۳٬۰۹۰         | ۱٬۳۰۴            | ۳۵۸٬۹۶۵    | ۲۶۵٬۴۰۱   | ۲۵۵٬۹۳۰    | ۹٬۴۷۱        |
| اورن | ۳۵٬۹۴۹    | ۲۸٬۰۷۶         | ۲۰٬۳۴۴      | ۱۰٬۸۱۳        | ۹٬۸۱۶      | ۵٬۶۸۵          | ۶٬۷۱۹     | ۶٬۸۳۹           | ۸٬۶۱۷        | ۶٬۱۶۴     | ۳٬۰۲۳    | ۳٬۲۲۹      | ۲٬۵۴۱           | ۳٬۰۷۷       | ۲٬۱۹۰         | ۸۲۸              | ۲۱۴٬۲۱۵    | ۱۵۹٬۳۷۷   | ۱۵۳٬۹۱۰    | ۵٬۴۶۷        |
| کوت دور | ۴۵٬۹۸۳    | ۴۳٬۳۹۱         | ۳۶٬۹۳۳      | ۱۸٬۲۶۴        | ۱۴٬۰۰۹     | ۱۶٬۶۶۴         | ۱۲٬۱۹۵    | ۱۰٬۵۴۵          | ۷٬۹۹۹        | ۹٬۹۶۲     | ۵٬۲۵۸    | ۶٬۲۹۴      | ۴٬۶۴۹           | ۵٬۰۲۶       | ۳٬۰۱۳         | ۱٬۳۵۰            | ۳۳۰٬۳۱۸    | ۲۴۹٬۴۴۸   | ۲۴۱٬۵۳۵    | ۷٬۹۱۳        |
| نی‌یور | ۲۰٬۴۲۱    | ۱۹٬۱۳۸         | ۲۳٬۷۷۵      | ۶٬۲۰۵         | ۷٬۶۵۶      | ۶٬۲۵۳          | ۴٬۶۲۷     | ۵٬۷۴۲           | ۵٬۸۶۹        | ۳٬۶۴۹     | ۶٬۹۷۸    | ۲٬۵۱۰      | ۱٬۸۲۱           | ۱٬۷۱۸       | ۱٬۱۳۷         | ۶۹۳              | ۱۷۰٬۳۹۶    | ۱۲۳٬۱۳۵   | ۱۱۸٬۱۹۲    | ۴٬۹۴۳        |
| سون-ا-لوآر | ۵۳٬۳۴۶    | ۴۹٬۴۴۶         | ۴۶٬۹۶۸      | ۱۷٬۷۳۵        | ۱۶٬۱۶۷     | ۱۴٬۳۶۲         | ۱۱٬۵۸۹    | ۱۳٬۲۸۲          | ۱۱٬۵۷۳       | ۱۲٬۹۷۶    | ۹٬۶۰۴    | ۷٬۴۸۲      | ۴٬۵۱۵           | ۴٬۳۰۸       | ۳٬۴۹۰         | ۱٬۴۷۹            | ۳۹۸٬۸۱۸    | ۲۹۱٬۰۴۳   | ۲۷۸٬۳۲۲    | ۱۲٬۷۲۱       |
| یون | ۳۳٬۴۴۴    | ۳۵٬۰۷۱         | ۲۲٬۸۰۵      | ۱۰٬۶۵۱        | ۹٬۲۸۷      | ۸٬۷۷۴          | ۷٬۱۰۲     | ۶٬۹۴۵           | ۷٬۰۳۵        | ۶٬۵۵۱     | ۵٬۲۵۴    | ۵٬۸۲۱      | ۲٬۸۵۲           | ۳٬۰۱۰       | ۱٬۷۵۲         | ۹۵۵              | ۲۳۵٬۶۸۷    | ۱۷۳٬۲۷۹   | ۱۶۷٬۳۰۹    | ۵٬۹۷۰        |
| نر | ۲۰۹٬۹۷۷   | ۲۳۰٬۰۱۵        | ۱۹۹٬۰۳۶     | ۷۸٬۰۷۱        | ۸۵٬۶۸۰     | ۵۴٬۷۳۳         | ۵۶٬۴۱۴    | ۵۰٬۱۳۱          | ۴۱٬۸۸۱       | ۴۰٬۶۸۴    | ۵۷٬۶۳۹   | ۳۰٬۴۱۵     | ۱۵٬۱۱۹          | ۱۶٬۵۲۸      | ۱۲٬۲۳۲        | ۵٬۶۳۱            | ۱٬۷۲۱٬۲۶۷  | ۱٬۲۲۴٬۲۰۱ | ۱٬۱۸۴٬۱۸۶  | ۴۰٬۰۱۵       |
| پا-دو-کاله | ۱۲۱٬۹۴۳   | ۱۳۵٬۳۳۰        | ۱۲۸٬۴۳۵     | ۳۶٬۱۴۶        | ۶۱٬۳۹۵     | ۳۹٬۰۶۶         | ۲۷٬۹۹۲    | ۳۴٬۲۹۱          | ۴۷٬۱۱۳       | ۲۱٬۲۴۷    | ۳۹٬۵۵۳   | ۱۶٬۲۱۹     | ۷٬۸۳۷           | ۸٬۰۲۳       | ۶٬۵۸۰         | ۳٬۹۷۴            | ۱٬۰۴۷٬۸۴۵  | ۷۶۶٬۵۳۹   | ۷۳۵٬۱۴۴    | ۳۱٬۳۹۵       |
| مرت-ا-موزل | ۵۹٬۴۷۸    | ۵۸٬۵۱۵         | ۵۲٬۲۲۲      | ۲۰٬۵۴۰        | ۲۴٬۴۰۷     | ۱۸٬۵۰۵         | ۱۷٬۳۰۷    | ۱۵٬۶۰۴          | ۶٬۸۲۱        | ۱۱٬۳۱۶    | ۱۱٬۹۷۹   | ۸٬۸۹۲      | ۶٬۲۱۱           | ۶٬۰۳۵       | ۳٬۵۴۲         | ۱٬۷۷۰            | ۴۶۹٬۴۶۲    | ۳۳۳٬۲۱۱   | ۳۲۳٬۱۴۴    | ۱۰٬۰۶۷       |
| موز | ۱۹٬۳۰۲    | ۱۹٬۹۴۳         | ۱۳٬۹۸۷      | ۷٬۱۲۶         | ۶٬۴۷۵      | ۴٬۳۷۶          | ۴٬۴۵۸     | ۴٬۴۴۱           | ۴٬۴۲۷        | ۳٬۴۷۹     | ۲٬۲۵۴    | ۲٬۷۶۴      | ۱٬۵۰۹           | ۱٬۸۶۵       | ۱٬۱۲۹         | ۴۹۰              | ۱۳۸٬۹۷۲    | ۱۰۱٬۷۵۱   | ۹۸٬۰۲۵     | ۳٬۷۲۶        |
| موزل | ۸۹٬۹۳۶    | ۱۱۲٬۰۹۲        | ۶۸٬۶۱۱      | ۳۰٬۹۰۶        | ۳۳٬۴۲۱     | ۲۱٬۶۷۱         | ۲۴٬۷۶۲    | ۲۰٬۳۷۹          | ۶٬۲۶۱        | ۱۵٬۵۰۴    | ۱۰٬۰۶۱   | ۱۶٬۰۲۲     | ۷٬۲۷۱           | ۸٬۰۴۷       | ۵٬۷۳۹         | ۲٬۸۲۳            | ۷۱۲٬۲۹۹    | ۴۹۱٬۱۱۸   | ۴۷۳٬۵۰۶    | ۱۷٬۶۱۲       |
| ووژ | ۳۷٬۹۳۹    | ۴۱٬۳۷۹         | ۲۸٬۱۱۹      | ۱۲٬۵۵۵        | ۱۳٬۳۷۸     | ۱۰٬۸۶۰         | ۸٬۹۴۱     | ۱۰٬۰۵۱          | ۶٬۲۶۸        | ۷٬۷۹۸     | ۴٬۱۳۳    | ۵٬۵۳۳      | ۳٬۱۹۴           | ۳٬۶۸۱       | ۲٬۶۶۵         | ۱٬۰۷۰            | ۲۸۳٬۱۷۵    | ۲۰۷٬۱۷۸   | ۱۹۷٬۵۶۴    | ۹٬۶۱۴        |
| با-رن | ۸۹٬۱۷۶    | ۱۱۲٬۵۵۵        | ۵۳٬۷۷۲      | ۵۷٬۴۹۶        | ۲۲٬۴۵۹     | ۲۱٬۷۱۷         | ۲۸٬۹۶۸    | ۱۶٬۴۱۶          | ۴٬۹۷۳        | ۲۲٬۲۴۹    | ۴٬۳۲۰    | ۱۸٬۶۹۰     | ۸٬۷۳۴           | ۱۰٬۱۹۶      | ۷٬۴۱۶         | ۲٬۲۰۲            | ۶۷۴٬۸۱۲    | ۴۹۸٬۷۵۰   | ۴۸۱٬۳۳۹    | ۱۷٬۴۱۱       |
| او-رن | ۶۱٬۶۴۲    | ۸۰٬۰۳۰         | ۳۶٬۷۲۲      | ۳۱٬۰۳۳        | ۱۷٬۷۱۰     | ۲۱٬۴۵۲         | ۲۰٬۴۴۳    | ۱۲٬۰۲۷          | ۳٬۴۳۰        | ۱۴٬۰۱۵    | ۳٬۷۰۹    | ۱۶٬۹۷۱     | ۵٬۷۶۶           | ۷٬۶۱۹       | ۶٬۰۸۰         | ۱٬۵۳۶            | ۴۷۸٬۴۴۳    | ۳۵۳٬۰۰۴   | ۳۴۰٬۱۸۵    | ۱۲٬۸۱۹       |
| دو | ۴۶٬۱۹۰    | ۴۶٬۹۸۸         | ۳۵٬۹۹۳      | ۱۵٬۵۱۹        | ۱۳٬۶۶۷     | ۲۲٬۴۰۶         | ۱۲٬۸۶۲    | ۱۱٬۲۳۸          | ۷٬۲۰۳        | ۹٬۱۴۷     | ۴٬۳۰۵    | ۷٬۶۵۵      | ۴٬۲۵۶           | ۴٬۷۴۷       | ۳٬۵۲۸         | ۱٬۱۸۰            | ۳۳۴٬۷۱۸    | ۲۵۶٬۳۷۵   | ۲۴۶٬۸۸۴    | ۹٬۴۹۱        |
| ژورا | ۲۲٬۸۳۷    | ۲۴٬۱۳۴         | ۱۷٬۷۵۶      | ۹٬۳۳۲         | ۷٬۶۰۵      | ۹٬۶۲۳          | ۷٬۳۱۵     | ۶٬۹۵۲           | ۵٬۲۵۶        | ۵٬۵۳۳     | ۳٬۸۷۳    | ۴٬۱۲۷      | ۲٬۲۵۳           | ۲٬۵۸۶       | ۲٬۰۳۴         | ۸۳۸              | ۱۸۱٬۳۴۷    | ۱۳۷٬۵۷۵   | ۱۳۲٬۰۵۴    | ۵٬۵۲۱        |
| اوت-سون | ۲۲٬۹۰۸    | ۲۸٬۴۱۸         | ۱۷٬۰۹۱      | ۶٬۷۶۸         | ۷٬۰۴۷      | ۱۱٬۰۵۵         | ۴٬۹۵۷     | ۵٬۹۷۰           | ۵٬۹۶۳        | ۴٬۳۵۳     | ۲٬۷۲۵    | ۴٬۳۵۴      | ۱٬۸۷۸           | ۱٬۹۵۵       | ۱٬۲۸۶         | ۶۳۴              | ۱۷۴٬۵۰۸    | ۱۳۳٬۱۶۳   | ۱۲۷٬۳۶۲    | ۵٬۸۰۱        |
| تریتوآر دو بلفور | ۹٬۳۹۳     | ۱۴٬۸۳۷         | ۶٬۵۴۸       | ۳٬۳۶۶         | ۳٬۶۶۷      | ۱۲٬۸۲۶         | ۲٬۸۱۹     | ۲٬۶۴۴           | ۱٬۴۲۷        | ۱٬۶۲۱     | ۱٬۱۷۹    | ۲٬۶۴۴      | ۹۰۹             | ۱٬۰۶۴       | ۷۷۷           | ۳۳۰              | ۸۹٬۶۴۴     | ۶۸٬۴۶۷    | ۶۶٬۰۵۱     | ۲٬۴۱۶        |
| لوآر-آتلانتیک | ۱۰۹٬۲۴۷   | ۶۷٬۲۱۴         | ۱۰۴٬۶۳۱     | ۴۶٬۰۱۷        | ۳۶٬۷۵۳     | ۲۹٬۶۰۲         | ۴۱٬۱۱۱    | ۳۱٬۹۱۴          | ۲۶٬۲۶۷       | ۲۴٬۳۱۰    | ۱۴٬۴۶۶   | ۸٬۷۷۶      | ۱۳٬۰۷۲          | ۱۴٬۵۹۷      | ۱۰٬۸۸۴        | ۳٬۳۰۵            | ۸۱۴٬۵۸۵    | ۶۰۳٬۰۲۳   | ۵۸۲٬۱۶۶    | ۲۰٬۸۵۷       |
| من-ا-لوآر | ۸۰٬۶۲۸    | ۴۲٬۵۸۳         | ۵۴٬۷۲۱      | ۳۶٬۲۹۷        | ۲۱٬۸۵۳     | ۱۵٬۸۶۶         | ۲۲٬۶۲۱    | ۱۷٬۲۵۸          | ۱۶٬۵۳۶       | ۱۶٬۷۶۱    | ۶٬۹۷۵    | ۶٬۶۳۸      | ۷٬۵۸۴           | ۸٬۳۳۷       | ۸٬۱۰۹         | ۱٬۹۸۶            | ۵۱۰٬۰۱۹    | ۳۸۲٬۹۵۳   | ۳۶۴٬۷۵۳    | ۱۸٬۲۰۰       |
| ماین | ۳۹٬۱۹۸    | ۱۸٬۰۲۰         | ۲۱٬۸۶۰      | ۱۲٬۷۹۲        | ۸٬۳۴۴      | ۵٬۹۶۵          | ۸٬۶۷۶     | ۸٬۰۴۷           | ۵٬۷۵۸        | ۷٬۳۷۷     | ۲٬۳۶۸    | ۲٬۴۲۷      | ۲٬۸۰۴           | ۳٬۳۶۴       | ۳٬۹۳۹         | ۸۶۱              | ۲۱۴٬۰۱۶    | ۱۶۰٬۰۹۷   | ۱۵۱٬۸۰۰    | ۸٬۲۹۷        |
| سارت | ۵۶٬۳۶۲    | ۳۹٬۷۶۲         | ۴۴٬۱۱۵      | ۱۶٬۵۴۶        | ۱۹٬۴۹۶     | ۱۲٬۴۲۸         | ۱۴٬۱۲۰    | ۱۳٬۶۲۶          | ۹٬۶۸۸        | ۹٬۶۰۵     | ۸٬۷۳۰    | ۵٬۴۶۳      | ۴٬۶۴۳           | ۵٬۳۶۷       | ۳٬۳۶۲         | ۱٬۶۳۳            | ۳۸۵٬۳۹۷    | ۲۷۸٬۴۷۶   | ۲۶۴٬۹۴۶    | ۱۳٬۵۳۰       |
| وانده | ۷۷٬۳۱۱    | ۳۶٬۴۳۷         | ۴۵٬۷۷۰      | ۲۵٬۸۹۰        | ۱۷٬۵۵۹     | ۱۱٬۹۴۱         | ۱۵٬۹۴۳    | ۱۳٬۶۶۴          | ۱۹٬۹۹۰       | ۱۴٬۳۲۳    | ۵٬۶۶۳    | ۴٬۹۷۳      | ۵٬۶۷۰           | ۷٬۰۴۴       | ۶٬۳۸۵         | ۱٬۴۹۶            | ۴۲۷٬۸۸۹    | ۳۲۵٬۴۴۸   | ۳۱۰٬۰۵۹    | ۱۵٬۳۸۹       |
| کوت-دارمور | ۶۴٬۳۳۲    | ۳۷٬۰۴۹         | ۶۱٬۰۴۰      | ۲۰٬۱۷۲        | ۲۱٬۳۲۴     | ۱۳٬۹۱۸         | ۱۹٬۴۹۵    | ۱۸٬۱۴۲          | ۱۲٬۵۱۶       | ۱۲٬۳۷۹    | ۱۵٬۳۲۹   | ۳٬۵۱۴      | ۶٬۳۴۱           | ۶٬۲۶۳       | ۳٬۷۶۴         | ۱٬۵۳۴            | ۴۲۸٬۸۵۶    | ۳۲۷٬۹۵۵   | ۳۱۷٬۱۱۲    | ۱۰٬۸۴۳       |
| فینیستر | ۱۰۱٬۷۹۲   | ۵۰٬۰۲۸         | ۸۵٬۹۱۱      | ۳۴٬۹۳۰        | ۲۹٬۷۰۲     | ۲۲٬۱۳۲         | ۳۰٬۳۹۵    | ۲۷٬۳۵۲          | ۱۶٬۴۱۱       | ۱۸٬۹۸۸    | ۱۳٬۴۷۹   | ۴٬۴۲۷      | ۱۰٬۵۷۹          | ۹٬۳۹۹       | ۵٬۴۶۷         | ۲٬۱۰۸            | ۶۳۵٬۷۵۱    | ۴۷۶٬۵۵۴   | ۴۶۳٬۱۰۰    | ۱۳٬۴۵۴       |
| ایل-ا-ویلن | ۹۴٬۷۰۳    | ۴۶٬۴۴۹         | ۷۹٬۱۴۲      | ۳۴٬۹۵۸        | ۲۹٬۹۵۵     | ۲۰٬۲۳۱         | ۳۱٬۳۴۶    | ۲۳٬۸۶۳          | ۱۵٬۲۵۱       | ۲۲٬۵۵۹    | ۹٬۳۷۳    | ۵٬۰۴۷      | ۱۱٬۱۳۷          | ۱۰٬۸۷۸      | ۷٬۱۱۲         | ۲٬۲۵۳            | ۶۱۸٬۳۲۹    | ۴۶۰٬۰۶۵   | ۴۴۴٬۲۵۷    | ۱۵٬۸۰۸       |
| موربیان | ۸۱٬۷۱۱    | ۵۳٬۷۹۷         | ۶۰٬۴۲۲      | ۲۳٬۸۶۰        | ۲۰٬۵۱۹     | ۱۵٬۰۹۷         | ۲۰٬۸۹۸    | ۱۸٬۵۷۷          | ۱۴٬۲۰۸       | ۱۶٬۳۷۱    | ۹٬۷۹۱    | ۳٬۹۲۵      | ۷٬۱۸۹           | ۸٬۱۶۲       | ۵٬۱۶۸         | ۱٬۶۰۵            | ۴۹۸٬۹۳۸    | ۳۷۳٬۹۲۶   | ۳۶۱٬۳۰۰    | ۱۲٬۶۲۶       |
| شرانت | ۳۵٬۳۹۶    | ۲۴٬۷۳۵         | ۳۱٬۸۷۰      | ۱۰٬۵۰۱        | ۱۲٬۴۱۵     | ۸٬۰۱۷          | ۸٬۹۸۱     | ۹٬۶۵۰           | ۱۳٬۲۵۷       | ۵٬۹۰۹     | ۶٬۸۱۰    | ۳٬۴۴۵      | ۳٬۱۹۴           | ۳٬۱۶۷       | ۱٬۸۵۷         | ۹۷۲              | ۲۵۵٬۱۱۰    | ۱۸۷٬۷۸۸   | ۱۸۰٬۱۷۶    | ۷٬۶۱۲        |
| شرانت-ماریتیم | ۵۹٬۷۴۹    | ۳۹٬۴۲۷         | ۴۷٬۳۹۹      | ۱۸٬۲۳۸        | ۱۷٬۵۳۴     | ۱۳٬۳۷۲         | ۱۵٬۱۶۲    | ۱۳٬۴۵۳          | ۲۷٬۱۳۰       | ۱۱٬۶۹۷    | ۹٬۲۶۶    | ۵٬۵۳۱      | ۶٬۴۰۴           | ۵٬۴۱۱       | ۲٬۶۷۹         | ۱٬۵۵۰            | ۴۱۷٬۸۵۶    | ۳۰۵٬۲۰۲   | ۲۹۴٬۰۰۲    | ۱۱٬۲۰۰       |
| دو-سور | ۴۱٬۸۹۰    | ۱۷٬۳۶۷         | ۳۳٬۹۹۸      | ۱۵٬۰۰۸        | ۱۲٬۹۶۰     | ۷٬۶۳۹          | ۱۱٬۱۳۴    | ۱۰٬۱۰۸          | ۱۲٬۵۱۶       | ۶٬۷۵۸     | ۳٬۸۱۹    | ۲٬۴۱۶      | ۳٬۹۰۰           | ۳٬۵۸۷       | ۳٬۱۳۵         | ۱٬۰۹۴            | ۲۶۰٬۹۳۷    | ۱۹۷٬۲۰۳   | ۱۸۷٬۳۲۹    | ۹٬۸۷۴        |
| وین | ۴۴٬۴۵۹    | ۲۲٬۹۶۸         | ۳۵٬۸۶۰      | ۱۳٬۶۱۳        | ۱۴٬۸۰۴     | ۹٬۳۸۳          | ۱۱٬۸۹۰    | ۱۰٬۶۶۸          | ۱۵٬۰۶۶       | ۶٬۶۴۶     | ۶٬۵۲۳    | ۳٬۰۱۹      | ۴٬۳۲۷           | ۳٬۹۳۵       | ۲٬۶۲۱         | ۱٬۱۸۵            | ۲۸۶٬۹۳۳    | ۲۱۵٬۹۹۱   | ۲۰۶٬۹۶۷    | ۹٬۰۲۴        |
| دوردوین | ۴۷٬۸۶۴    | ۲۷٬۰۱۴         | ۳۸٬۵۲۶      | ۱۱٬۴۱۲        | ۱۲٬۴۹۴     | ۹٬۸۶۲          | ۱۰٬۲۲۸    | ۱۱٬۴۰۷          | ۱۷٬۲۴۵       | ۶٬۲۳۳     | ۱۳٬۷۵۰   | ۴٬۵۷۳      | ۳٬۸۵۱           | ۳٬۶۴۹       | ۱٬۸۹۵         | ۱٬۰۶۰            | ۳۰۳٬۹۹۱    | ۲۳۱٬۸۴۶   | ۲۲۱٬۰۶۳    | ۱۰٬۷۸۳       |
| ژیروند | ۱۱۳٬۶۴۸   | ۸۵٬۸۱۳         | ۱۰۹٬۰۱۷     | ۴۰٬۳۵۸        | ۳۵٬۵۸۲     | ۲۹٬۰۸۰         | ۳۷٬۶۴۱    | ۲۶٬۸۵۶          | ۴۷٬۶۳۵       | ۱۸٬۱۲۸    | ۲۰٬۱۹۳   | ۸٬۹۰۶      | ۱۱٬۷۵۲          | ۱۰٬۶۶۰      | ۵٬۴۳۲         | ۲٬۵۵۵            | ۸۶۷٬۴۵۲    | ۶۲۱٬۷۵۹   | ۶۰۳٬۲۵۶    | ۱۸٬۵۰۳       |
| لاند | ۳۵٬۷۶۹    | ۱۹٬۵۱۶         | ۴۰٬۷۹۸      | ۱۳٬۱۰۱        | ۸٬۹۳۸      | ۷٬۲۲۳          | ۷٬۷۶۸     | ۸٬۰۶۴           | ۲۲٬۵۶۳       | ۴٬۷۱۴     | ۸٬۳۵۱    | ۲٬۱۶۶      | ۲٬۶۰۱           | ۲٬۴۱۶       | ۱٬۶۸۲         | ۶۶۶              | ۲۵۸٬۹۳۶    | ۱۹۳٬۸۹۸   | ۱۸۶٬۳۳۶    | ۷٬۵۶۲        |
| لو-ا-گرون | ۲۸٬۸۰۲    | ۳۱٬۱۸۴         | ۲۵٬۹۵۵      | ۱۱٬۰۶۵        | ۷٬۹۹۳      | ۶٬۷۰۸          | ۷٬۴۸۲     | ۷٬۰۴۳           | ۱۵٬۲۸۱       | ۴٬۹۷۲     | ۶٬۷۰۴    | ۴٬۳۴۷      | ۲٬۷۶۶           | ۲٬۳۹۶       | ۱٬۶۴۶         | ۶۰۲              | ۲۲۹٬۰۲۲    | ۱۷۱٬۳۵۱   | ۱۶۴٬۹۴۶    | ۶٬۴۰۵        |
| پیرنه-آتلانتیک | ۵۸٬۹۷۶    | ۳۲٬۶۴۴         | ۵۵٬۹۹۶      | ۴۱٬۴۳۲        | ۱۶٬۲۹۱     | ۱۲٬۱۱۸         | ۱۸٬۰۸۷    | ۱۵٬۸۶۵          | ۲۹٬۳۰۳       | ۷٬۷۰۰     | ۹٬۳۱۳    | ۳٬۲۸۰      | ۵٬۵۶۶           | ۴٬۶۷۵       | ۲٬۸۵۱         | ۱٬۱۵۴            | ۴۵۰٬۵۰۴    | ۳۲۷٬۶۱۵   | ۳۱۵٬۲۵۱    | ۱۲٬۳۶۴       |
| آرییژ | ۱۱٬۳۹۴    | ۱۲٬۰۲۷         | ۱۸٬۸۹۰      | ۳٬۲۳۶         | ۴٬۳۸۸      | ۳٬۷۰۳          | ۴٬۲۰۷     | ۴٬۴۴۲           | ۶٬۶۸۴        | ۱٬۶۲۹     | ۴٬۱۶۲    | ۱٬۲۵۶      | ۱٬۴۷۶           | ۱٬۰۷۶       | ۶۸۷           | ۳۴۹              | ۱۰۹٬۰۲۷    | ۸۲٬۸۷۳    | ۷۹٬۶۰۶     | ۳٬۲۶۷        |
| آویرون | ۳۵٬۴۳۸    | ۱۹٬۳۴۴         | ۲۶٬۰۶۲      | ۱۱٬۴۳۵        | ۷٬۹۰۳      | ۷٬۹۹۴          | ۷٬۶۱۱     | ۷٬۷۸۰           | ۱۳٬۱۱۵       | ۶٬۷۰۵     | ۴٬۷۰۲    | ۲٬۵۰۲      | ۳٬۰۲۹           | ۲٬۹۹۹       | ۲٬۵۳۸         | ۶۴۱              | ۲۱۴٬۵۹۵    | ۱۶۷٬۸۷۱   | ۱۵۹٬۷۹۸    | ۸٬۰۷۳        |
| اوت-گارون | ۷۹٬۰۸۰    | ۸۶٬۳۹۵         | ۱۱۰٬۵۵۰     | ۳۳٬۲۹۱        | ۲۸٬۸۸۷     | ۳۰٬۲۷۶         | ۳۵٬۸۶۷    | ۲۴٬۲۸۵          | ۲۰٬۰۶۲       | ۱۶٬۴۲۲    | ۱۶٬۰۲۴   | ۹٬۲۸۴      | ۱۲٬۳۹۱          | ۱۰٬۵۸۲      | ۴٬۹۸۵         | ۲٬۱۶۶            | ۷۰۹٬۸۰۵    | ۵۳۹٬۸۲۱   | ۵۲۰٬۵۴۷    | ۱۹٬۲۷۴       |
| ژر | ۱۷٬۹۶۱    | ۱۳٬۳۳۱         | ۱۹٬۹۰۲      | ۶٬۴۵۹         | ۴٬۹۴۶      | ۴٬۴۰۴          | ۴٬۵۷۴     | ۴٬۵۶۶           | ۱۰٬۸۲۸       | ۲٬۷۵۷     | ۳٬۴۷۱    | ۱٬۶۶۳      | ۲٬۲۰۲           | ۱٬۵۶۹       | ۱٬۰۹۸         | ۳۶۸              | ۱۳۵٬۴۲۳    | ۱۰۴٬۶۸۳   | ۱۰۰٬۰۹۹    | ۴٬۵۸۴        |
| لو | ۱۸٬۲۸۳    | ۱۰٬۲۶۳         | ۱۶٬۷۸۹      | ۴٬۷۷۱         | ۵٬۴۳۹      | ۵٬۲۷۸          | ۵٬۱۷۵     | ۵٬۲۰۰           | ۹٬۶۸۰        | ۲٬۷۴۹     | ۴٬۳۵۷    | ۱٬۴۳۲      | ۲٬۸۳۳           | ۱٬۷۸۹       | ۹۸۱           | ۴۸۲              | ۱۲۸٬۱۷۷    | ۹۹٬۹۶۱    | ۹۵٬۵۰۱     | ۴٬۴۶۰        |
| اوت-پیرنه | ۱۹٬۸۵۲    | ۱۴٬۹۶۵         | ۲۴٬۳۵۵      | ۹٬۳۸۵         | ۶٬۷۹۹      | ۵٬۳۶۵          | ۵٬۷۱۲     | ۶٬۵۵۳           | ۱۱٬۰۱۲       | ۲٬۷۵۲     | ۶٬۶۴۳    | ۱٬۶۸۰      | ۲٬۷۷۴           | ۲٬۰۳۵       | ۱٬۲۲۷         | ۵۲۴              | ۱۶۹٬۱۳۵    | ۱۲۶٬۹۸۳   | ۱۲۱٬۶۳۳    | ۵٬۳۵۰        |
| تارن | ۳۵٬۰۶۴    | ۳۲٬۶۱۷         | ۳۶٬۲۷۵      | ۱۱٬۷۱۲        | ۱۱٬۱۲۲     | ۹٬۴۱۶          | ۹٬۵۹۵     | ۸٬۹۵۷           | ۱۲٬۸۲۶       | ۵٬۶۹۳     | ۶٬۷۲۰    | ۴٬۶۰۸      | ۳٬۴۳۱           | ۳٬۰۵۷       | ۲٬۳۲۷         | ۷۷۲              | ۲۶۱٬۶۰۵    | ۲۰۳٬۷۰۵   | ۱۹۴٬۱۹۲    | ۹٬۵۱۳        |
| تارن-ا-گارون | ۲۰٬۳۲۵    | ۲۳٬۱۶۰         | ۱۸٬۰۰۴      | ۶٬۶۸۵         | ۵٬۹۶۱      | ۵٬۲۳۲          | ۵٬۲۵۱     | ۴٬۷۹۶           | ۹٬۶۹۰        | ۳٬۳۷۳     | ۳٬۳۶۴    | ۳٬۰۶۵      | ۲٬۷۵۱           | ۱٬۷۶۲       | ۱٬۲۳۶         | ۴۵۲              | ۱۵۳٬۸۲۶    | ۱۱۹٬۶۱۹   | ۱۱۵٬۱۰۷    | ۴٬۵۱۲        |
| کورز | ۴۸٬۱۷۰    | ۱۲٬۴۶۳         | ۲۳٬۱۳۰      | ۴٬۶۱۳         | ۷٬۸۳۶      | ۵٬۴۶۱          | ۴٬۵۷۲     | ۶٬۱۶۹           | ۸٬۸۰۸        | ۲٬۸۱۳     | ۹٬۶۸۵    | ۱٬۶۷۵      | ۱٬۹۱۸           | ۱٬۹۳۱       | ۹۳۶           | ۵۵۶              | ۱۸۴٬۲۶۷    | ۱۴۶٬۷۴۵   | ۱۴۰٬۷۳۶    | ۶٬۰۰۹        |
| کروز | ۱۸٬۳۷۸    | ۷٬۸۳۱          | ۱۲٬۷۹۸      | ۳٬۱۴۳         | ۴٬۲۰۷      | ۳٬۳۲۵          | ۲٬۴۰۶     | ۳٬۵۳۱           | ۴٬۸۹۰        | ۱٬۸۳۲     | ۳٬۸۲۷    | ۱٬۱۵۵      | ۱٬۰۲۵           | ۹۰۹         | ۵۵۵           | ۳۳۰              | ۱۰۱٬۸۱۲    | ۷۳٬۸۷۱    | ۷۰٬۱۴۲     | ۳٬۷۲۹        |
| اوت-وین | ۴۱٬۶۷۷    | ۲۱٬۳۹۳         | ۳۷٬۵۸۷      | ۸٬۷۸۸         | ۱۴٬۲۳۳     | ۱۰٬۰۴۹         | ۸٬۴۳۶     | ۱۰٬۴۳۱          | ۱۰٬۰۰۰       | ۵٬۰۱۲     | ۱۰٬۷۶۴   | ۳٬۳۳۲      | ۳٬۳۸۹           | ۳٬۱۲۷       | ۱٬۷۵۰         | ۱٬۰۰۱            | ۲۶۱٬۲۵۲    | ۲۰۱٬۲۵۱   | ۱۹۰٬۹ ۶۹   | ۱۰٬۲۸۲       |
| ان (اوورنی-رون-آلپ) | ۴۱٬۳۴۸    | ۵۲٬۶۱۷         | ۳۰٬۴۱۸      | ۱۸٬۶۱۴        | ۱۱٬۵۶۲     | ۱۴٬۶۶۵         | ۱۲٬۳۳۹    | ۹٬۴۰۴           | ۹٬۷۱۸        | ۱۲٬۵۸۰    | ۵٬۱۳۴    | ۸٬۴۲۵      | ۴٬۵۲۷           | ۵٬۲۵۸       | ۲٬۹۶۶         | ۱٬۰۷۷            | ۳۳۸٬۲۲۰    | ۲۴۹٬۲۱۷   | ۲۴۰٬۶۵۲    | ۸٬۵۶۵        |
| آردش | ۲۷٬۸۶۱    | ۲۷٬۰۴۳         | ۲۲٬۹۴۶      | ۱۰٬۹۸۴        | ۸٬۶۱۳      | ۹٬۰۷۲          | ۸٬۴۶۷     | ۸٬۲۸۷           | ۱۲٬۳۹۱       | ۵٬۲۸۹     | ۶٬۷۱۷    | ۴٬۲۴۴      | ۳٬۰۸۶           | ۳٬۰۳۹       | ۲٬۵۳۶         | ۸۷۰              | ۲۱۹٬۸۹۷    | ۱۶۷٬۶۷۷   | ۱۶۱٬۴۴۵    | ۶٬۲۳۲        |
| دروم | ۳۵٬۵۵۳    | ۴۶٬۴۸۴         | ۳۱٬۱۷۲      | ۱۵٬۵۱۸        | ۱۰٬۹۴۷     | ۱۳٬۳۵۳         | ۱۲٬۸۵۹    | ۱۰٬۰۰۵          | ۱۱٬۲۸۹       | ۸٬۳۹۹     | ۶٬۹۶۳    | ۶٬۵۷۷      | ۴٬۷۸۷           | ۴٬۴۹۹       | ۴٬۱۴۹         | ۹۵۵              | ۳۰۹٬۵۵۷    | ۲۳۱٬۱۵۴   | ۲۲۳٬۵۰۹    | ۷٬۶۴۵        |
| ایزر | ۷۷٬۲۱۵    | ۹۲٬۵۷۶         | ۸۰٬۸۵۲      | ۳۴٬۶۵۰        | ۲۹٬۳۴۵     | ۳۴٬۱۹۲         | ۳۵٬۲۴۸    | ۲۲٬۹۳۰          | ۱۳٬۶۶۰       | ۲۲٬۱۳۲    | ۱۷٬۹۸۸   | ۱۳٬۶۴۹     | ۱۰٬۸۵۶          | ۱۱٬۸۵۵      | ۶٬۳۳۹         | ۲٬۵۶۳            | ۷۰۸٬۲۶۵    | ۵۲۲٬۶۵۰   | ۵۰۶٬۰۵۰    | ۱۶٬۶۰۰       |
| لوآر | ۵۷٬۳۷۸    | ۷۳٬۶۳۸         | ۴۵٬۵۱۹      | ۲۷٬۳۰۰        | ۱۹٬۲۰۸     | ۲۰٬۵۶۷         | ۱۷٬۰۹۶    | ۱۴٬۸۸۷          | ۱۰٬۸۸۲       | ۱۳٬۹۵۱    | ۱۱٬۴۰۴   | ۹٬۸۰۸      | ۵٬۴۴۹           | ۶٬۱۵۴       | ۴٬۸۲۳         | ۱٬۶۸۱            | ۴۸۳٬۹۷۶    | ۳۵۲٬۳۲۹   | ۳۳۹٬۷۴۵    | ۱۲٬۵۸۴       |
| رون | ۱۲۱٬۷۰۳   | ۱۳۰٬۳۶۷        | ۹۴٬۱۰۱      | ۵۹٬۶۲۲        | ۳۰٬۰۴۲     | ۴۴٬۸۲۳         | ۴۰٬۹۰۸    | ۲۴٬۱۳۵          | ۱۱٬۰۷۳       | ۳۸٬۰۳۹    | ۱۷٬۰۱۳   | ۱۷٬۰۰۵     | ۱۵٬۹۲۳          | ۱۶٬۲۰۸      | ۱۰٬۰۲۵        | ۲٬۶۳۳            | ۹۳۲٬۴۰۶    | ۶۹۱٬۸۳۰   | ۶۷۳٬۶۲۰    | ۱۸٬۲۱۰       |
| ساووآ | ۳۳٬۹۵۸    | ۳۷٬۳۱۲         | ۲۴٬۶۸۸      | ۱۳٬۳۵۲        | ۹٬۲۱۳      | ۱۱٬۹۳۶         | ۱۱٬۹۲۳    | ۸٬۳۲۶           | ۵٬۶۰۴        | ۹٬۱۸۶     | ۵٬۸۸۶    | ۵٬۱۹۷      | ۳٬۸۳۱           | ۴٬۷۳۸       | ۲٬۳۳۹         | ۱٬۰۹۰            | ۲۶۵٬۰۶۱    | ۱۹۵٬۰۱۳   | ۱۸۸٬۵۷۹    | ۶٬۴۳۴        |
| اوت سووآ | ۵۵٬۱۷۵    | ۶۱٬۵۴۷         | ۳۳٬۷۷۶      | ۲۴٬۵۷۳        | ۱۳٬۳۸۰     | ۱۶٬۷۸۵         | ۲۱٬۴۳۱    | ۱۱٬۲۶۸          | ۶٬۷۰۵        | ۱۸٬۱۸۲    | ۵٬۱۰۵    | ۶٬۹۲۹      | ۶٬۳۲۵           | ۹٬۴۰۰       | ۴٬۲۵۰         | ۱٬۲۲۱            | ۴۲۱٬۴۴۹    | ۳۰۶٬۳۹۴   | ۲۹۶٬۰۵۲    | ۱۰٬۳۴۲       |
| آلیه | ۳۷٬۵۳۳    | ۲۵٬۳۸۷         | ۲۸٬۸۱۴      | ۱۱٬۵۷۶        | ۱۱٬۲۴۱     | ۹٬۳۳۷          | ۶٬۹۶۱     | ۸٬۴۶۷           | ۷٬۹۳۶        | ۶٬۰۱۸     | ۱۴٬۶۱۶   | ۳٬۲۶۸      | ۲٬۶۶۹           | ۲٬۵۹۷       | ۲٬۳۷۵         | ۹۷۳              | ۲۵۶٬۱۱۳    | ۱۸۹٬۰۴۷   | ۱۷۹٬۷۶۸    | ۹٬۲۷۹        |
| کانتال | ۲۷٬۳۵۱    | ۹٬۸۴۸          | ۱۲٬۷۳۷      | ۴٬۸۸۵         | ۴٬۴۵۶      | ۳٬۹۱۸          | ۲٬۹۳۵     | ۳٬۸۳۹           | ۸٬۲۵۷        | ۲٬۴۵۳     | ۲٬۴۵۵    | ۱٬۵۴۲      | ۱٬۲۲۷           | ۱٬۴۲۳       | ۸۱۲           | ۴۵۷              | ۱۲۳٬۸۲۷    | ۹۲٬۵۶۲    | ۸۸٬۵۹۵     | ۳٬۹۶۷        |
| اوت-لوآر | ۲۴٬۶۳۱    | ۲۲٬۱۷۱         | ۱۵٬۴۳۵      | ۱۰٬۲۸۷        | ۶٬۹۸۲      | ۶٬۵۱۴          | ۵٬۵۲۹     | ۶٬۲۵۹           | ۵٬۸۷۶        | ۴٬۱۶۷     | ۲٬۹۰۳    | ۳٬۱۳۱      | ۱٬۹۹۵           | ۱٬۹۷۲       | ۱٬۹۵۲         | ۶۷۵              | ۱۶۶٬۳۴۷    | ۱۲۶٬۴۸۰   | ۱۲۰٬۴۷۹    | ۶٬۰۰۱        |
| پوی-دو-دم | ۵۷٬۵۵۱    | ۴۱٬۳۰۷         | ۵۱٬۵۷۱      | ۲۱٬۶۹۱        | ۲۳٬۳۶۳     | ۱۹٬۲۰۳         | ۱۵٬۳۴۵    | ۱۷٬۶۹۵          | ۱۱٬۴۹۰       | ۱۰٬۴۸۲    | ۱۱٬۱۲۳   | ۶٬۰۲۷      | ۵٬۹۹۱           | ۵٬۵۷۶       | ۳٬۳۲۶         | ۱٬۷۴۲            | ۴۲۵٬۵۰۲    | ۳۱۷٬۵۵۰   | ۳۰۳٬۴۸۳    | ۱۴٬۰۶۷       |
| اود | ۲۶٬۰۲۱    | ۳۴٬۳۵۷         | ۳۷٬۰۲۱      | ۷٬۵۲۱         | ۹٬۳۴۴      | ۸٬۷۰۷          | ۶٬۹۹۹     | ۷٬۷۰۰           | ۱۲٬۰۵۰       | ۴٬۱۵۱     | ۸٬۳۶۵    | ۴٬۳۱۶      | ۲٬۶۱۹           | ۲٬۱۱۳       | ۱٬۴۰۵         | ۷۴۵              | ۲۳۶٬۸۵۲    | ۱۷۹٬۹۹۲   | ۱۷۳٬۴۳۴    | ۶٬۵۵۸        |
| گار | ۴۸٬۳۴۲    | ۷۹٬۷۴۳         | ۴۴٬۴۰۶      | ۱۹٬۵۷۷        | ۱۶٬۳۳۲     | ۱۶٬۵۶۳         | ۱۳٬۹۰۱    | ۱۲٬۵۵۶          | ۱۷٬۱۵۸       | ۱۰٬۷۱۸    | ۱۶٬۸۶۸   | ۹٬۹۶۹      | ۵٬۴۷۱           | ۴٬۷۵۳       | ۳٬۰۴۶         | ۱٬۴۵۲            | ۴۴۵٬۵۶۰    | ۳۳۱٬۰۸۴   | ۳۲۰٬۸۵۵    | ۱۰٬۲۲۹       |
| ارو | ۶۸٬۵۰۲    | ۱۰۴٬۸۴۱        | ۷۳٬۲۰۸      | ۲۵٬۴۵۲        | ۲۲٬۵۵۲     | ۲۴٬۳۶۲         | ۲۵٬۲۴۵    | ۱۸٬۳۶۹          | ۲۶٬۳۰۳       | ۱۵٬۶۹۶    | ۱۸٬۶۶۹   | ۱۱٬۱۲۰     | ۹٬۱۸۵           | ۶٬۹۵۰       | ۳٬۸۹۰         | ۱٬۹۱۰            | ۶۳۲٬۴۵۹    | ۴۷۰٬۱۷۲   | ۴۵۶٬۲۵۴    | ۱۳٬۹۱۸       |
| لوزر | ۱۰٬۸۳۸    | ۵٬۹۵۸          | ۵٬۶۳۷       | ۳٬۲۷۷         | ۲٬۰۳۵      | ۲٬۰۹۱          | ۱٬۹۴۴     | ۲٬۰۴۰           | ۳٬۶۴۴        | ۱٬۸۷۵     | ۱٬۴۶۴    | ۷۴۹        | ۸۲۲             | ۶۹۰         | ۶۳۳           | ۱۷۶              | ۵۸٬۸۶۴     | ۴۵٬۵۱۷    | ۴۳٬۸۷۳     | ۱٬۶۴۴        |
| پیرنه-اورینتال | ۳۴٬۱۹۹    | ۴۲٬۱۹۶         | ۳۳٬۴۹۸      | ۱۲٬۳۵۵        | ۱۰٬۵۶۷     | ۱۰٬۴۰۶         | ۸٬۸۲۵     | ۸٬۵۷۳           | ۱۱٬۷۳۵       | ۶٬۴۱۴     | ۹٬۷۰۱    | ۴٬۸۵۴      | ۳٬۱۹۱           | ۲٬۶۵۰       | ۱٬۴۶۷         | ۸۴۲              | ۲۸۵٬۹۸۰    | ۲۰۸٬۳۹۷   | ۲۰۱٬۴۷۳    | ۶٬۹۲۴        |
| آلپ-دو-اوت-پرووانس | ۱۲٬۹۹۸    | ۱۳٬۱۸۴         | ۱۰٬۸۴۵      | ۴٬۶۵۱         | ۴٬۳۶۶      | ۴٬۶۵۴          | ۴٬۴۶۸     | ۴٬۰۵۶           | ۷٬۱۲۳        | ۲٬۹۴۳     | ۳٬۴۶۵    | ۲٬۲۵۲      | ۱٬۷۰۰           | ۱٬۴۵۹       | ۸۴۵           | ۴۲۱              | ۱۰۸٬۹۴۳    | ۸۲٬۳۹۵    | ۷۹٬۴۳۰     | ۲٬۹۶۵        |
| اوت-آلپ | ۱۲٬۰۳۶    | ۹٬۹۶۵          | ۹٬۱۵۲       | ۴٬۸۱۶         | ۳٬۴۳۷      | ۴٬۰۶۸          | ۴٬۶۷۷     | ۳٬۷۹۷           | ۵٬۰۶۳        | ۳٬۵۷۹     | ۲٬۳۷۶    | ۱٬۹۳۳      | ۱٬۶۶۴           | ۱٬۵۹۳       | ۹۲۶           | ۳۲۰              | ۹۵٬۱۰۰     | ۷۲٬۰۴۹    | ۶۹٬۴۰۲     | ۲٬۶۴۷        |
| آلپ-ماریتیم | ۱۰۲٬۵۸۸   | ۱۲۱٬۳۶۲        | ۵۶٬۸۶۸      | ۳۱٬۷۲۹        | ۱۷٬۵۴۴     | ۲۲٬۶۳۴         | ۲۲٬۳۸۸    | ۱۱٬۹۹۲          | ۱۱٬۴۳۰       | ۲۲٬۶۷۱    | ۱۳٬۹۸۴   | ۱۱٬۸۲۵     | ۶٬۹۳۹           | ۸٬۲۸۳       | ۳٬۴۶۶         | ۱٬۳۳۷            | ۶۹۰٬۳۴۸    | ۴۷۸٬۰۷۴   | ۴۶۷٬۰۴۰    | ۱۱٬۰۳۴       |
| بوش-دو-رون | ۱۳۸٬۱۸۹   | ۱۸۲٬۷۷۸        | ۱۱۴٬۳۲۳     | ۴۷٬۵۳۰        | ۴۰٬۲۲۰     | ۴۴٬۹۴۷         | ۴۱٬۵۶۳    | ۲۶٬۸۶۰          | ۳۲٬۰۹۷       | ۳۱٬۳۷۱    | ۳۹٬۰۳۲   | ۴۰٬۶۲۸     | ۱۴٬۰۷۸          | ۱۲٬۸۲۳      | ۶٬۴۷۲         | ۲٬۹۷۹            | ۱٬۱۴۴٬۹۶۹  | ۸۳۸٬۱۴۸   | ۸۱۵٬۸۹۰    | ۲۲٬۲۵۸       |
| ور | ۹۶٬۳۶۵    | ۱۰۶٬۷۱۰        | ۵۴٬۷۸۱      | ۲۷٬۶۲۸        | ۲۰٬۳۶۳     | ۲۳٬۹۹۵         | ۱۹٬۷۴۸    | ۱۳٬۶۲۱          | ۲۱٬۹۴۸       | ۱۸٬۹۰۱    | ۱۳٬۸۴۴   | ۱۴٬۳۳۰     | ۶٬۸۵۸           | ۷٬۸۰۷       | ۴٬۶۲۴         | ۱٬۶۵۱            | ۶۴۵٬۳۱۵    | ۴۶۴٬۷۴۰   | ۴۵۳٬۱۷۴    | ۱۱٬۵۶۶       |
| وکلوز | ۴۱٬۹۳۵    | ۶۴٬۸۳۱         | ۳۱٬۶۱۱      | ۱۴٬۲۷۰        | ۱۱٬۲۷۴     | ۱۲٬۱۹۰         | ۱۱٬۸۹۱    | ۹٬۳۱۳           | ۱۵٬۱۲۹       | ۹٬۰۲۵     | ۷٬۷۲۹    | ۹٬۹۲۴      | ۴٬۴۸۱           | ۴٬۳۵۰       | ۲٬۳۱۹         | ۱٬۰۶۱            | ۳۴۲٬۸۸۱    | ۲۵۹٬۰۷۷   | ۲۵۱٬۳۳۳    | ۷٬۷۴۴        |
| کرس جنوبی | ۱۳٬۸۹۹    | ۸٬۷۴۹          | ۷٬۵۳۹       | ۱٬۸۳۱         | ۱٬۶۶۶      | ۳٬۴۰۰          | ۱٬۶۳۰     | ۱٬۴۰۸           | ۳٬۸۸۵        | ۱٬۱۹۸     | ۲٬۳۶۰    | ۷۲۱        | ۱٬۱۶۱           | ۴۲۱         | ۲۲۵           | ۱۶۸              | ۸۶٬۵۲۶     | ۵۱٬۴۵۰    | ۵۰٬۲۶۱     | ۱٬۱۸۹        |
| کرس شمالی | ۱۶٬۲۸۱    | ۸٬۴۱۷          | ۹٬۲۹۷       | ۱٬۸۲۹         | ۱٬۹۶۳      | ۴٬۳۰۰          | ۱٬۶۳۵     | ۱٬۵۹۲           | ۵٬۱۲۳        | ۱٬۰۰۵     | ۳٬۱۴۱    | ۹۵۸        | ۲٬۸۰۱           | ۴۹۹         | ۲۴۴           | ۱۱۶              | ۱۰۴٬۷۷۴    | ۶۰٬۶۸۷    | ۵۹٬۲۰۱     | ۱٬۴۸۶        |
| گوادلوپ | ۲۶٬۴۱۶    | ۲٬۶۹۵          | ۲۱٬۰۱۲      | ۸۰۷           | ۸۱۳        | ۱٬۲۸۹          | ۹۷۲       | ۵۰۷             | ۳۴۲          | ۶۹۲       | ۵۹۲      | ۳۰۰        | ۳۳٬۷۹۴          | ۳۲۸         | ۵۳۰           | ۷۸               | ۲۷۸٬۱۰۴    | ۹۵٬۳۳۳    | ۹۱٬۱۶۷     | ۴٬۱۶۶        |
| مارتینیک | ۲۹٬۴۲۴    | ۱٬۵۶۳          | ۲۶٬۰۵۹      | ۷۶۹           | ۱٬۰۵۵      | ۲٬۰۲۲          | ۸۸۲       | ۴۲۱             | ۲۲۱          | ۴۸۴       | ۴۲۹      | ۱۷۷        | ۲۴٬۸۶۴          | ۲۳۲         | ۷۴۲           | ۸۴               | ۲۶۶٬۲۲۹    | ۹۴٬۲۵۱    | ۸۹٬۴۲۸     | ۴٬۸۲۳        |
| گویان | ۴٬۴۹۶     | ۱٬۱۸۰          | ۲٬۵۰۶       | ۴۰۱           | ۳۱۰        | ۵۸۶            | ۴۵۵       | ۲۹۰             | ۱۴۳          | ۲۴۱       | ۸۸       | ۱۵۰        | ۱۲٬۴۷۹          | ۱۴۳         | ۱۵۹           | ۳۷               | ۵۱٬۷۸۷     | ۲۴٬۲۱۶    | ۲۳٬۶۶۴     | ۵۵۲          |
| رئونیون | ۸۶٬۸۳۰    | ۸٬۹۱۵          | ۹۱٬۱۷۶      | ۵٬۸۳۸         | ۵٬۹۶۶      | ۷٬۳۰۵          | ۵٬۰۰۱     | ۴٬۵۱۲           | ۱٬۱۴۹        | ۲٬۴۶۰     | ۲٬۷۵۵    | ۲٬۰۲۷      | ۴٬۹۱۴           | ۲٬۲۳۲       | ۲٬۱۲۹         | ۵۱۲              | ۴۳۶٬۷۴۵    | ۲۴۶٬۰۵۴   | ۲۳۳٬۷۲۱    | ۱۲٬۳۳۳       |
| سن-پیر-ا-میکلون | ۵۹۹       | ۲۶۰            | ۲۶۵         | ۸۰            | ۱۲۱        | ۸۲             | ۱۶۷       | ۹۳              | ۳۱           | ۱۹        | ۲۰       | ۲۷         | ۱۱۹             | ۲۹          | ۲۸            | ۵                | ۴٬۸۱۳      | ۲٬۰۲۰     | ۱٬۹۴۲      | ۷۸           |
| مایوت | ۹٬۱۰۵     | ۵۳۶            | ۳٬۹۷۲       | ۲٬۵۹۵         | ۲۴۹        | ۷۹۱            | ۳۰۶       | ۴۹۰             | ۱۲۲          | ۱٬۱۱۲     | ۱۲۷      | ۲۷۷        | ۱٬۱۲۰           | ۱۵۸         | ۱۳۳           | ۹۶               | ۵۲٬۲۱۸     | ۲۱٬۵۲۵    | ۲۱٬۱۸۹     | ۳۳۶          |
| والیس و فوتونا | ۳٬۰۳۱     | ۴۶             | ۲٬۱۴۴       | ۴۷            | ۷۰         | ۴۴۹            | ۳۵        | ۴۷              | ۱۸           | ۹         | ۹        | ۱۳         | ۲۸              | ۱۶          | ۱۷            | ۱۱               | ۹٬۳۵۳      | ۶٬۰۲۷     | ۵٬۹۹۰      | ۳۷           |
| پلی‌نزی | ۴۷٬۱۳۳    | ۳٬۱۷۹          | ۱۸٬۶۷۰      | ۷۰۴           | ۶۸۶        | ۷۸۶            | ۱٬۱۱۸     | ۸۰۴             | ۲۸۷          | ۳۷۸       | ۱۵۰      | ۴۲۲        | ۳۸۹             | ۴۲۲         | ۳۰۹           | ۱۲۲              | ۱۵۱٬۵۰۵    | ۷۸٬۸۹۰    | ۷۵٬۵۵۹     | ۳٬۳۳۱        |
| کالدونیای جدید | ۲۹٬۴۹۰    | ۶٬۶۱۰          | ۱۳٬۶۶۷      | ۱٬۴۱۴         | ۱٬۱۸۴      | ۱٬۱۱۶          | ۱٬۸۴۷     | ۱٬۳۵۲           | ۴۵۳          | ۷۶۰       | ۲۱۰      | ۵۴۰        | ۷۹۱             | ۹۲۳         | ۴۸۲           | ۱۱۲              | ۱۲۶٬۹۸۵    | ۶۲٬۵۵۱    | ۶۰٬۹۵۱     | ۱٬۶۰۰        |
| منبع: .90.166%3A80%2Fobj%2FfStudy%2FFRPR20021!Display&cube=http%3A%2F%2F129.177 .90.166%3A80%2Fobj%2FfCube%2FFRPR20021!Display_C1&mode=cube&top=yes پایگاه داده انتخابات فرانسه |           |                |             |               |            |                |           |                 |              |           |          |            |                 |             |               |                  |            |           |            |              |

#### براساس مناطق
| ناحیه‌های فرانسه | ژاک شیراک | ژان-ماری لو پن | لیونل ژوسپن | فرانسوا بایرو | آرلت لاگیه | ژان پیر شونمان | نوئل مامر | اولیویه بزانسون | جین سینت جاس | آلن مادلن | روبر اوی | برونو مگرت | کریستیان توبیرا | کورین لوپاژ | کریستین بوتین | دانیل گلوک‌اشتاین | واجد شرایط | آراء کل   | آراء معتبر | آراء نامعتبر |
| --- | --------- | -------------- | ----------- | ------------- | ---------- | -------------- | --------- | --------------- | ------------ | --------- | -------- | ---------- | --------------- | ----------- | ------------- | ---------------- | ---------- | --------- | ---------- | ------------ |
| ایل-دو-فرانس | ۸۳۸٬۳۸۰   | ۵۸۳٬۶۷۳        | ۶۸۰٬۱۶۶     | ۲۹۹٬۰۴۱       | ۱۸۳٬۱۲۳    | ۲۶۵٬۶۸۲        | ۲۴۶٬۶۱۵   | ۱۳۹٬۰۰۷         | ۴۷٬۰۴۵       | ۲۰۰٬۲۷۵   | ۱۴۲٬۰۱۴  | ۷۹٬۳۲۷     | ۱۴۴٬۳۵۶         | ۹۰٬۲۲۴      | ۵۰٬۱۹۲        | ۱۶٬۱۷۱           | ۶٬۰۳۶٬۶۹۸  | ۴٬۰۹۹٬۷۹۲ | ۴٬۰۰۵٬۲۹۱  | ۹۴٬۵۰۱       |
| شامپانی-آردن | ۱۲۵٬۳۲۵   | ۱۳۲٬۵۳۹        | ۸۸٬۹۹۳      | ۴۱٬۴۶۹        | ۴۱٬۴۰۷     | ۲۸٬۷۰۸         | ۲۶٬۵۷۲    | ۲۵٬۶۷۶          | ۲۶٬۱۵۵       | ۲۴٬۲۴۰    | ۱۸٬۳۰۲   | ۱۸٬۷۳۷     | ۸٬۸۲۶           | ۱۰٬۹۲۲      | ۶٬۴۹۲         | ۳٬۱۲۷            | ۹۰۱٬۸۳۵    | ۶۴۸٬۲۱۶   | ۶۲۷٬۴۹۰    | ۲۰٬۷۲۶       |
| پیکاردی | ۱۶۷٬۱۳۰   | ۱۸۵٬۸۸۰        | ۱۳۰٬۵۲۲     | ۵۴٬۲۹۸        | ۶۹٬۹۰۸     | ۴۳٬۲۰۶         | ۳۶٬۲۲۵    | ۳۹٬۹۹۵          | ۵۷٬۸۳۵       | ۲۸٬۹۵۲    | ۳۵٬۴۲۴   | ۲۴٬۸۳۶     | ۱۳٬۸۶۵          | ۱۴٬۸۸۳      | ۸٬۸۴۸         | ۵٬۴۷۹            | ۱٬۲۷۳٬۷۹۰  | ۹۴۷٬۴۲۶   | ۹۱۷٬۲۸۶    | ۳۰٬۱۴۰       |
| نرماندی علیا | ۱۶۶٬۰۸۶   | ۱۴۹٬۷۹۱        | ۱۳۷٬۷۴۷     | ۵۳٬۵۳۷        | ۶۵٬۶۰۶     | ۴۰٬۵۴۴         | ۴۱٬۱۹۹    | ۴۳٬۰۴۹          | ۳۶٬۴۲۴       | ۲۹٬۴۴۱    | ۳۵٬۱۷۷   | ۲۳٬۸۵۱     | ۱۶٬۴۷۳          | ۱۵٬۳۹۷      | ۸٬۰۳۳         | ۴٬۸۳۹            | ۱٬۲۱۶٬۰۶۹  | ۸۹۶٬۹۳۲   | ۸۶۷٬۱۹۴    | ۲۹٬۷۳۸       |
| سانتر-وال-دلوآر | ۲۴۴٬۲۴۰   | ۲۱۰٬۳۸۵        | ۱۸۴٬۱۷۴     | ۸۲٬۴۱۵        | ۷۴٬۴۳۴     | ۶۲٬۴۸۳         | ۵۵٬۰۹۸    | ۵۰٬۵۹۵          | ۶۷٬۱۳۵       | ۴۹٬۲۳۷    | ۴۲٬۷۹۷   | ۳۰٬۱۲۴     | ۲۳٬۵۴۲          | ۲۳٬۳۵۵      | ۱۵٬۲۰۱        | ۶٬۵۱۲            | ۱٬۷۰۶٬۰۱۶  | ۱٬۲۶۸٬۳۴۵ | ۱٬۲۲۱٬۷۲۷  | ۴۶٬۶۱۸       |
| نرماندی سفلی | ۱۶۴٬۴۹۰   | ۱۰۸٬۴۰۳        | ۱۰۶٬۸۵۳     | ۵۰٬۴۴۵        | ۵۱٬۰۲۲     | ۳۳٬۴۷۴         | ۳۴٬۱۵۹    | ۳۴٬۷۲۹          | ۵۱٬۳۸۵       | ۲۸٬۵۲۶    | ۱۵٬۵۶۵   | ۱۴٬۲۹۳     | ۱۳٬۷۸۱          | ۱۵٬۲۵۲      | ۹٬۱۰۲         | ۳٬۹۳۳            | ۱٬۰۳۱٬۲۵۱  | ۷۶۱٬۲۶۸   | ۷۳۵٬۴۱۲    | ۲۵٬۸۵۶       |
| بورگونی | ۱۵۳٬۱۹۴   | ۱۴۷٬۰۴۶        | ۱۳۰٬۴۸۱     | ۵۲٬۸۵۵        | ۴۷٬۱۱۹     | ۴۶٬۰۵۳         | ۳۵٬۵۱۳    | ۳۶٬۵۱۴          | ۳۲٬۴۷۶       | ۳۳٬۱۳۸    | ۲۷٬۰۹۴   | ۲۲٬۱۰۷     | ۱۳٬۸۳۷          | ۱۴٬۰۶۲      | ۹٬۳۹۲         | ۴٬۴۷۷            | ۱٬۱۳۵٬۲۱۹  | ۸۳۶٬۹۰۵   | ۸۰۵٬۳۵۸    | ۳۱٬۵۴۷       |
| نور-پا-دو-کاله | ۳۳۱٬۹۲۰   | ۳۶۵٬۳۴۵        | ۳۲۷٬۴۷۱     | ۱۱۴٬۲۱۷       | ۱۴۷٬۰۷۵    | ۹۳٬۷۹۹         | ۸۴٬۴۰۶    | ۸۴٬۴۲۲          | ۸۸٬۹۹۴       | ۶۱٬۹۳۱    | ۹۷٬۱۹۲   | ۴۶٬۶۳۴     | ۲۲٬۹۵۶          | ۲۴٬۵۵۱      | ۱۸٬۸۱۲        | ۹٬۶۰۵            | ۲٬۷۶۹٬۱۱۲  | ۱٬۹۹۰٬۷۴۰ | ۱٬۹۱۹٬۳۳۰  | ۷۱٬۴۱۰       |
| لورن | ۲۰۶٬۶۵۵   | ۲۳۱٬۹۲۹        | ۱۶۲٬۹۳۹     | ۷۱٬۱۲۷        | ۷۷٬۶۸۱     | ۵۵٬۴۱۲         | ۵۵٬۴۶۸    | ۵۰٬۴۷۵          | ۲۳٬۷۷۷       | ۳۸٬۰۹۷    | ۲۸٬۴۲۷   | ۳۳٬۲۱۱     | ۱۸٬۱۸۵          | ۱۹٬۶۲۸      | ۱۳٬۰۷۵        | ۶٬۱۵۳            | ۱٬۶۰۳٬۹۰۸  | ۱٬۱۳۳٬۲۵۸ | ۱٬۰۹۲٬۲۳۹  | ۴۱٬۰۱۹       |
| آلزاس | ۱۵۰٬۸۱۸   | ۱۹۲٬۵۸۵        | ۹۰٬۴۹۴      | ۸۸٬۵۲۹        | ۴۰٬۱۶۹     | ۴۳٬۱۶۹         | ۴۹٬۴۱۱    | ۲۸٬۴۴۳          | ۸٬۴۰۳        | ۳۶٬۲۶۴    | ۸٬۰۲۹    | ۳۵٬۶۶۱     | ۱۴٬۵۰۰          | ۱۷٬۸۱۵      | ۱۳٬۴۹۶        | ۳٬۷۳۸            | ۱٬۱۵۳٬۲۵۵  | ۸۵۱٬۷۵۴   | ۸۲۱٬۵۲۴    | ۳۰٬۲۳۰       |
| فرانش-کنته | ۱۰۱٬۳۲۸   | ۱۱۴٬۳۷۷        | ۷۷٬۳۸۸      | ۳۴٬۹۸۵        | ۳۱٬۹۸۶     | ۵۵٬۹۱۰         | ۲۷٬۹۵۳    | ۲۶٬۸۰۴          | ۱۹٬۸۴۹       | ۲۰٬۶۵۴    | ۱۲٬۰۸۲   | ۱۸٬۷۸۰     | ۹٬۲۹۶           | ۱۰٬۳۵۲      | ۷٬۶۲۵         | ۲٬۹۸۲            | ۷۸۰٬۲۱۷    | ۵۹۵٬۵۸۰   | ۵۷۲٬۳۵۱    | ۲۳٬۲۲۹       |
| پی دو لا لوآر | ۳۶۲٬۷۴۶   | ۲۰۴٬۰۱۶        | ۲۷۱٬۰۹۷     | ۱۳۷٬۵۴۲       | ۱۰۴٬۰۰۵    | ۷۵٬۸۰۲         | ۱۰۲٬۴۷۱   | ۸۴٬۵۰۹          | ۷۸٬۲۳۹       | ۷۲٬۳۷۶    | ۳۸٬۲۰۲   | ۲۸٬۲۷۷     | ۳۳٬۷۷۳          | ۳۸٬۷۰۹      | ۳۲٬۶۷۹        | ۹٬۲۸۱            | ۲٬۳۵۱٬۹۰۶  | ۱٬۷۴۹٬۹۹۷ | ۱٬۶۷۳٬۷۲۴  | ۷۶٬۲۷۳       |
| برتاین (ناحیه) | ۳۴۲٬۵۳۸   | ۱۸۷٬۳۲۳        | ۲۸۶٬۵۱۵     | ۱۱۳٬۹۲۰       | ۱۰۱٬۵۰۰    | ۷۱٬۳۷۸         | ۱۰۲٬۱۳۴   | ۸۷٬۹۳۴          | ۵۸٬۳۸۶       | ۷۰٬۲۹۷    | ۴۷٬۹۷۲   | ۱۶٬۹۱۳     | ۳۵٬۲۴۶          | ۳۴٬۷۰۲      | ۲۱٬۵۱۱        | ۷٬۵۰۰            | ۲٬۱۸۱٬۸۷۴  | ۱٬۶۳۸٬۵۰۰ | ۱٬۵۸۵٬۷۶۹  | ۵۲٬۷۳۱       |
| پواتو-شرانت | ۱۸۱٬۴۹۴   | ۱۰۴٬۴۹۷        | ۱۴۹٬۱۲۷     | ۵۷٬۳۶۰        | ۵۷٬۷۱۳     | ۳۸٬۴۱۱         | ۴۷٬۱۶۷    | ۴۳٬۸۷۹          | ۶۷٬۹۶۹       | ۳۱٬۰۱۰    | ۲۶٬۴۱۸   | ۱۴٬۴۱۱     | ۱۷٬۸۲۵          | ۱۶٬۱۰۰      | ۱۰٬۲۹۲        | ۴٬۸۰۱            | ۱٬۲۲۰٬۸۳۶  | ۹۰۶٬۱۸۴   | ۸۶۸٬۴۷۴    | ۳۷٬۷۱۰       |
| ناحیه آکیتن | ۲۸۵٬۰۵۹   | ۱۹۶٬۱۷۱        | ۲۷۰٬۲۹۲     | ۱۱۷٬۳۶۸       | ۸۱٬۲۹۸     | ۶۴٬۹۹۱         | ۸۱٬۲۰۶    | ۶۹٬۲۳۵          | ۱۳۲٬۰۲۷      | ۴۱٬۷۴۷    | ۵۸٬۳۱۱   | ۲۳٬۲۷۲     | ۲۶٬۵۳۶          | ۲۳٬۷۹۶      | ۱۳٬۵۰۶        | ۶٬۰۳۷            | ۲٬۱۰۹٬۹۰۵  | ۱٬۵۴۶٬۴۶۹ | ۱٬۴۹۰٬۸۵۲  | ۵۵٬۶۱۷       |
| پیرنه میانه | ۲۳۷٬۳۹۷   | ۲۱۲٬۱۰۲        | ۲۷۰٬۸۲۷     | ۸۶٬۹۷۴        | ۷۵٬۴۴۵     | ۷۱٬۶۶۸         | ۷۷٬۹۹۲    | ۶۶٬۵۷۹          | ۹۳٬۸۹۷       | ۴۲٬۰۸۰    | ۴۹٬۴۴۳   | ۲۵٬۴۹۰     | ۳۰٬۸۸۷          | ۲۴٬۸۶۹      | ۱۵٬۰۷۹        | ۵٬۷۵۴            | ۱٬۸۸۱٬۵۹۳  | ۱٬۴۴۵٬۵۱۶ | ۱٬۳۸۶٬۴۸۳  | ۵۹٬۰۳۳       |
| لیموزن | ۱۰۸٬۲۲۵   | ۴۱٬۶۸۷         | ۷۳٬۵۱۵      | ۱۶٬۵۴۴        | ۲۶٬۲۷۶     | ۱۸٬۸۳۵         | ۱۵٬۴۱۴    | ۲۰٬۱۳۱          | ۲۳٬۶۹۸       | ۹٬۶۵۷     | ۲۴٬۲۷۶   | ۶٬۱۶۲      | ۶٬۳۳۲           | ۵٬۹۶۷       | ۳٬۲۴۱         | ۱٬۸۸۷            | ۵۴۷٬۳۳۱    | ۴۲۱٬۸۶۷   | ۴۰۱٬۸۴۷    | ۲۰٬۰۲۰       |
| رون-آلپ | ۴۵۰٬۱۹۱   | ۵۲۱٬۵۸۴        | ۳۶۳٬۴۷۲     | ۲۰۴٬۶۱۳       | ۱۳۲٬۳۱۰    | ۱۶۵٬۳۹۳        | ۱۶۰٬۲۷۱   | ۱۰۹٬۲۴۲         | ۸۱٬۳۲۲       | ۱۲۷٬۷۵۸   | ۷۶٬۲۱۰   | ۷۱٬۸۳۴     | ۵۴٬۷۸۴          | ۶۱٬۱۵۱      | ۳۷٬۴۲۷        | ۱۲٬۰۹۰           | ۳٬۶۷۸٬۸۳۱  | ۲٬۷۱۶٬۲۶۴ | ۲٬۶۲۹٬۶۵۲  | ۸۶٬۶۱۲       |
| اوورنی | ۱۴۷٬۰۶۶   | ۹۸٬۷۱۳         | ۱۰۸٬۵۵۷     | ۴۸٬۴۳۹        | ۴۶٬۰۴۲     | ۳۸٬۹۷۲         | ۳۰٬۷۷۰    | ۳۶٬۲۶۰          | ۳۳٬۵۵۹       | ۲۳٬۱۲۰    | ۳۱٬۰۹۷   | ۱۳٬۹۶۸     | ۱۱٬۸۸۲          | ۱۱٬۵۶۸      | ۸٬۴۶۵         | ۳٬۸۴۷            | ۹۷۱٬۷۸۹    | ۷۲۵٬۶۳۹   | ۶۹۲٬۳۲۵    | ۳۳٬۳۱۴       |
| لانگداک روسیون | ۱۸۷٬۹۰۲   | ۲۶۷٬۰۹۵        | ۱۹۳٬۷۷۰     | ۶۸٬۱۸۲        | ۶۰٬۸۳۰     | ۶۲٬۱۲۹         | ۵۶٬۹۱۴    | ۴۹٬۲۳۸          | ۷۰٬۸۹۰       | ۳۸٬۸۵۴    | ۵۵٬۰۶۷   | ۳۱٬۰۰۸     | ۲۱٬۲۸۸          | ۱۷٬۱۵۶      | ۱۰٬۴۴۱        | ۵٬۱۲۵            | ۱٬۶۵۹٬۷۱۵  | ۱٬۲۳۵٬۱۶۲ | ۱٬۱۹۵٬۸۸۹  | ۳۹٬۲۷۳       |
| پروانس-آلپ-کوت دازور | ۴۰۴٬۱۱۱   | ۴۹۸٬۸۳۰        | ۲۷۷٬۵۸۰     | ۱۳۰٬۶۲۴       | ۹۷٬۲۰۴     | ۱۱۲٬۴۸۸        | ۱۰۴٬۷۳۵   | ۶۹٬۶۳۹          | ۹۲٬۷۹۰       | ۸۸٬۴۹۰    | ۸۰٬۴۳۰   | ۸۰٬۸۹۲     | ۳۵٬۷۲۰          | ۳۶٬۳۱۵      | ۱۸٬۶۵۲        | ۷٬۷۶۹            | ۳٬۰۲۷٬۵۵۶  | ۲٬۱۹۴٬۴۸۳ | ۲٬۱۳۶٬۲۶۹  | ۵۸٬۲۱۴       |
| جزیره کرس | ۳۰٬۱۸۰    | ۱۷٬۱۶۶         | ۱۶٬۸۳۶      | ۳٬۶۶۰         | ۳٬۶۲۹      | ۷٬۷۰۰          | ۳٬۲۶۵     | ۳٬۰۰۰           | ۹٬۰۰۸        | ۲٬۲۰۳     | ۵٬۵۰۱    | ۱٬۶۷۹      | ۳٬۹۶۲           | ۹۲۰         | ۴۶۹           | ۲۸۴              | ۱۹۱٬۳۰۰    | ۱۱۲٬۱۳۷   | ۱۰۹٬۴۶۲    | ۲٬۶۷۵        |
| گوادلوپ | ۲۶٬۴۱۶    | ۲٬۶۹۵          | ۲۱٬۰۱۲      | ۸۰۷           | ۸۱۳        | ۱٬۲۸۹          | ۹۷۲       | ۵۰۷             | ۳۴۲          | ۶۹۲       | ۵۹۲      | ۳۰۰        | ۳۳٬۷۹۴          | ۳۲۸         | ۵۳۰           | ۷۸               | ۲۷۸٬۱۰۴    | ۹۵٬۳۳۳    | ۹۱٬۱۶۷     | ۴٬۱۶۶        |
| مارتینیک | ۲۹٬۴۲۴    | ۱٬۵۶۳          | ۲۶٬۰۵۹      | ۷۶۹           | ۱٬۰۵۵      | ۲٬۰۲۲          | ۸۸۲       | ۴۲۱             | ۲۲۱          | ۴۸۴       | ۴۲۹      | ۱۷۷        | ۲۴٬۸۶۴          | ۲۳۲         | ۷۴۲           | ۸۴               | ۲۶۶٬۲۲۹    | ۹۴٬۲۵۱    | ۸۹٬۴۲۸     | ۴٬۸۲۳        |
| گویان فرانسه | ۴٬۴۹۶     | ۱٬۱۸۰          | ۲٬۵۰۶       | ۴۰۱           | ۳۱۰        | ۵۸۶            | ۴۵۵       | ۲۹۰             | ۱۴۳          | ۲۴۱       | ۸۸       | ۱۵۰        | ۱۲٬۴۷۹          | ۱۴۳         | ۱۵۹           | ۳۷               | ۵۱٬۷۸۷     | ۲۴٬۲۱۶    | ۲۳٬۶۶۴     | ۵۵۲          |
| رئونیون | ۸۶٬۸۳۰    | ۸٬۹۱۵          | ۹۱٬۱۷۶      | ۵٬۸۳۸         | ۵٬۹۶۶      | ۷٬۳۰۵          | ۵٬۰۰۱     | ۴٬۵۱۲           | ۱٬۱۴۹        | ۲٬۴۶۰     | ۲٬۷۵۵    | ۲٬۰۲۷      | ۴٬۹۱۴           | ۲٬۲۳۲       | ۲٬۱۲۹         | ۵۱۲              | ۴۳۶٬۷۴۵    | ۲۴۶٬۰۵۴   | ۲۳۳٬۷۲۱    | ۱۲٬۳۳۳       |
| سن-پیر-ا-میکلون | ۵۹۹       | ۲۶۰            | ۲۶۵         | ۸۰            | ۱۲۱        | ۸۲             | ۱۶۷       | ۹۳              | ۳۱           | ۱۹        | ۲۰       | ۲۷         | ۱۱۹             | ۲۹          | ۲۸            | ۵                | ۴٬۸۱۳      | ۲٬۰۲۰     | ۱٬۹۴۲      | ۷۸           |
| مایوت | ۹٬۱۰۵     | ۵۳۶            | ۳٬۹۷۲       | ۲٬۵۹۵         | ۲۴۹        | ۷۹۱            | ۳۰۶       | ۴۹۰             | ۱۲۲          | ۱٬۱۱۲     | ۱۲۷      | ۲۷۷        | ۱٬۱۲۰           | ۱۵۸         | ۱۳۳           | ۹۶               | ۵۲٬۲۱۸     | ۲۱٬۵۲۵    | ۲۱٬۱۸۹     | ۳۳۶          |
| والیس و فوتونا | ۳٬۰۳۱     | ۴۶             | ۲٬۱۴۴       | ۴۷            | ۷۰         | ۴۴۹            | ۳۵        | ۴۷              | ۱۸           | ۹         | ۹        | ۱۳         | ۲۸              | ۱۶          | ۱۷            | ۱۱               | ۹٬۳۵۳      | ۶٬۰۲۷     | ۵٬۹۹۰      | ۳۷           |
| پلی‌نزی فرانسه | ۴۷٬۱۳۳    | ۳٬۱۷۹          | ۱۸٬۶۷۰      | ۷۰۴           | ۶۸۶        | ۷۸۶            | ۱٬۱۱۸     | ۸۰۴             | ۲۸۷          | ۳۷۸       | ۱۵۰      | ۴۲۲        | ۳۸۹             | ۴۲۲         | ۳۰۹           | ۱۲۲              | ۱۵۱٬۵۰۵    | ۷۸٬۸۹۰    | ۷۵٬۵۵۹     | ۳٬۳۳۱        |
| کالدونیای جدید | ۲۹٬۴۹۰    | ۶٬۶۱۰          | ۱۳٬۶۶۷      | ۱٬۴۱۴         | ۱٬۱۸۴      | ۱٬۱۱۶          | ۱٬۸۴۷     | ۱٬۳۵۲           | ۴۵۳          | ۷۶۰       | ۲۱۰      | ۵۴۰        | ۷۹۱             | ۹۲۳         | ۴۸۲           | ۱۱۲              | ۱۲۶٬۹۸۵    | ۶۲٬۵۵۱    | ۶۰٬۹۵۱     | ۱٬۶۰۰        |
| منبع: .90.166%3A80%2Fobj%2FfStudy%2FFRPR20021!Display&cube=http%3A%2F%2F129.177 .90.166%3A80%2Fobj%2FfCube%2FFRPR20021!Display_C1&mode=cube&top=yes پایگاه داده انتخابات فرانسه |           |                |             |               |            |                |           |                 |              |           |          |            |                 |             |               |                  |            |           |            |              |

### دور دوم

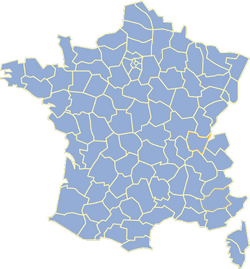
نقشه دور دوم
ژاک شیراک
ژان-ماری لوپن

#### براساس دپارتمان
| دپارتمان‌های فرانسه | ژاک شیراک | ژان-ماری لو پن | واجد شرایط | آراء کل   | آراء معتبر | آراء نامعتبر |
| --- | --------- | -------------- | ---------- | --------- | ---------- | ------------ |
| پاریس | ۷۸۴٬۷۴۱   | ۸۷٬۵۰۱         | ۱٬۰۸۱٬۳۱۳  | ۸۹۶٬۸۱۱   | ۸۷۲٬۲۴۲    | ۲۴٬۵۶۹       |
| سن-ا-مرن | ۴۴۴٬۷۵۵   | ۱۰۶٬۷۸۹        | ۷۲۱٬۸۴۶    | ۵۷۸٬۸۴۰   | ۵۵۱٬۵۴۴    | ۲۷٬۲۹۶       |
| ایولین | ۵۵۶٬۷۹۹   | ۹۳٬۷۵۴         | ۸۲۵٬۳۶۶    | ۶۷۶٬۴۸۷   | ۶۵۰٬۵۵۳    | ۲۵٬۹۳۴       |
| اسون | ۴۴۸٬۹۴۰   | ۷۹٬۴۵۱         | ۶۸۱٬۸۰۶    | ۵۵۲٬۲۹۷   | ۵۲۸٬۳۹۱    | ۲۳٬۹۰۶       |
| او-دو-سن | ۵۶۱٬۱۱۴   | ۷۶٬۶۰۵         | ۸۱۵٬۱۰۷    | ۶۵۸٬۹۰۴   | ۶۳۷٬۷۱۹    | ۲۱٬۱۸۵       |
| سن-سن-دنی | ۳۸۲٬۴۲۴   | ۸۰٬۷۶۵         | ۶۳۱٬۱۴۷    | ۴۸۳٬۰۶۷   | ۴۶۳٬۱۸۹    | ۱۹٬۸۷۸       |
| ول-دو-مرن | ۴۴۸٬۳۷۵   | ۷۱٬۶۳۲         | ۶۷۷٬۷۹۵    | ۵۴۰٬۱۵۵   | ۵۲۰٬۰۰۷    | ۲۰٬۱۴۸       |
| ول-دوآز | ۳۸۲٬۹۷۶   | ۷۹٬۹۵۶         | ۶۰۴٬۲۰۱    | ۴۸۳٬۲۹۳   | ۴۶۲٬۹۳۲    | ۲۰٬۳۶۱       |
| آردن | ۱۰۶٬۷۹۳   | ۳۳٬۸۶۵         | ۱۹۲٬۴۰۷    | ۱۵۰٬۹۳۹   | ۱۴۰٬۶۵۸    | ۱۰٬۲۸۱       |
| اوب | ۱۱۲٬۴۶۵   | ۳۳٬۸۳۱         | ۱۹۳٬۷۴۳    | ۱۵۵٬۶۰۶   | ۱۴۶٬۲۹۶    | ۹٬۳۱۰        |
| مرن | ۲۱۸٬۶۲۷   | ۵۵٬۲۲۴         | ۳۷۲٬۰۳۵    | ۲۸۸٬۹۳۹   | ۲۷۳٬۸۵۱    | ۱۵٬۰۸۸       |
| اوت-مارن | ۸۰٬۶۶۰    | ۲۵٬۲۳۲         | ۱۴۳٬۶۰۸    | ۱۱۳٬۵۱۸   | ۱۰۵٬۸۹۲    | ۷٬۶۲۶        |
| ان (ا-دو-فرانس) | ۲۰۷٬۹۰۸   | ۶۷٬۷۲۷         | ۳۶۶٬۹۹۵    | ۲۹۵٬۰۶۴   | ۲۷۵٬۶۳۵    | ۱۹٬۴۲۹       |
| اوآز | ۲۸۷٬۰۰۳   | ۹۶٬۱۰۰         | ۵۰۶٬۷۷۲    | ۴۰۶٬۶۵۸   | ۳۸۳٬۱۰۳    | ۲۳٬۵۵۵       |
| سم | ۲۳۷٬۳۵۳   | ۶۵٬۹۴۹         | ۳۹۹٬۸۵۸    | ۳۲۵٬۲۹۸   | ۳۰۳٬۳۰۲    | ۲۱٬۹۹۶       |
| شهرستان اور | ۲۲۶٬۰۷۶   | ۶۲٬۹۳۹         | ۳۷۸٬۲۴۱    | ۳۰۵٬۳۹۳   | ۲۸۹٬۰۱۵    | ۱۶٬۳۷۸       |
| سن-ماریتیم | ۵۲۶٬۶۵۰   | ۱۱۱٬۱۰۹        | ۸۳۷٬۵۰۰    | ۶۷۳٬۰۴۶   | ۶۳۷٬۷۵۹    | ۳۵٬۲۸۷       |
| شر | ۱۴۲٬۴۱۱   | ۲۹٬۰۲۶         | ۲۲۸٬۰۴۰    | ۱۸۲٬۷۸۱   | ۱۷۱٬۴۳۷    | ۱۱٬۳۴۴       |
| اور-ا-لوآر | ۱۶۸٬۲۰۷   | ۴۴٬۰۰۷         | ۲۷۷٬۹۸۰    | ۲۲۴٬۲۶۷   | ۲۱۲٬۲۱۴    | ۱۲٬۰۵۳       |
| اندر | ۱۱۳٬۰۰۶   | ۲۲٬۵۴۲         | ۱۷۶٬۶۵۶    | ۱۴۵٬۲۴۹   | ۱۳۵٬۵۴۸    | ۹٬۷۰۱        |
| اندر-ا-لوآر | ۲۴۹٬۴۸۲   | ۴۴٬۵۴۹         | ۳۸۱٬۱۱۴    | ۳۰۹٬۸۰۸   | ۲۹۴٬۰۳۱    | ۱۵٬۷۷۷       |
| لوآر-ا-شر | ۱۴۴٬۷۵۶   | ۳۴٬۴۲۱         | ۲۳۲٬۶۱۸    | ۱۹۰٬۰۷۸   | ۱۷۹٬۱۷۷    | ۱۰٬۹۰۱       |
| لوآره | ۲۵۷٬۵۹۷   | ۵۹٬۴۴۸         | ۴۰۹٬۲۳۴    | ۳۳۴٬۱۹۲   | ۳۱۷٬۰۴۵    | ۱۷٬۱۴۷       |
| کالوادوس | ۲۹۵٬۸۸۳   | ۵۶٬۵۶۴         | ۴۵۸٬۱۰۷    | ۳۷۱٬۱۳۵   | ۳۵۲٬۴۴۷    | ۱۸٬۶۸۸       |
| مانش | ۲۳۷٬۰۸۴   | ۴۰٬۸۳۲         | ۳۵۸٬۸۷۰    | ۲۹۲٬۱۲۵   | ۲۷۷٬۹۱۶    | ۱۴٬۲۰۹       |
| اورن | ۱۳۵٬۹۰۰   | ۳۱٬۲۵۸         | ۲۱۴٬۱۸۶    | ۱۷۵٬۸۷۱   | ۱۶۷٬۱۵۸    | ۸٬۷۱۳        |
| کوت دور | ۲۰۷٬۸۷۵   | ۴۶٬۶۱۹         | ۳۳۰٬۲۹۷    | ۲۷۱٬۰۳۵   | ۲۵۴٬۴۹۴    | ۱۶٬۵۴۱       |
| نی‌یور | ۱۰۲٬۰۷۹   | ۲۲٬۷۶۶         | ۱۷۰٬۳۳۶    | ۱۳۴٬۵۷۸   | ۱۲۴٬۸۴۵    | ۹٬۷۳۳        |
| سون-ا-لوآر | ۲۴۱٬۷۱۹   | ۵۳٬۴۲۲         | ۳۹۸٬۴۰۹    | ۳۱۶٬۵۱۴   | ۲۹۵٬۱۴۱    | ۲۱٬۳۷۳       |
| یون | ۱۳۸,۷۶۵   | ۴۰٬۷۱۳         | ۲۳۵٬۶۲۰    | ۱۹۰٬۳۰۶   | ۱۷۹٬۴۷۸    | ۱۰٬۸۲۸       |
| نر | ۹۸۹٬۰۴۶   | ۲۷۴٬۳۹۰        | ۱٬۷۲۱٬۱۴۶  | ۱٬۳۳۷٬۰۶۸ | ۱٬۲۶۳٬۴۳۶  | ۷۳٬۶۳۲       |
| پا-دو-کاله | ۶۰۰٬۵۹۷   | ۱۷۱٬۲۳۱        | ۱٬۰۴۸٬۰۳۵  | ۸۲۷٬۰۱۵   | ۷۷۱٬۸۲۸    | ۵۵٬۱۸۷       |
| مرت-ا-موزل | ۲۸۷٬۱۴۸   | ۶۴٬۲۴۴         | ۴۶۹٬۴۰۸    | ۳۷۱٬۶۸۳   | ۳۵۱٬۳۹۲    | ۲۰٬۲۹۱       |
| موز | ۸۱٬۸۸۸    | ۲۲٬۸۰۲         | ۱۳۸٬۸۵۵    | ۱۱۱٬۷۲۰   | ۱۰۴٬۶۹۰    | ۷٬۰۳۰        |
| موزل | ۴۰۸٬۸۴۶   | ۱۱۴٬۵۳۶        | ۷۱۲٬۲۰۴    | ۵۵۳٬۰۰۹   | ۵۲۳٬۳۸۲    | ۲۹٬۶۲۷       |
| ووژ | ۱۶۸٬۵۳۷   | ۴۵٬۳۲۶         | ۲۸۳٬۱۶۲    | ۲۲۸٬۷۱۹   | ۲۱۳٬۸۶۳    | ۱۴٬۸۵۶       |
| با-رن | ۴۰۶٬۰۵۷   | ۱۰۵٬۸۸۶        | ۶۷۵٬۰۱۴    | ۵۳۹٬۳۳۶   | ۵۱۱٬۹۴۳    | ۲۷٬۳۹۳       |
| او-رن | ۲۸۰٬۶۹۴   | ۸۰٬۷۷۴         | ۴۷۸٬۴۷۶    | ۳۸۲٬۶۷۱   | ۳۶۱٬۴۶۸    | ۲۱٬۲۰۳       |
| دو | ۲۱۲٬۷۱۹   | ۴۷٬۳۰۳         | ۳۳۴٬۶۴۵    | ۲۷۷٬۳۸۲   | ۲۶۰٬۰۲۲    | ۱۷٬۳۶۰       |
| ژورا | ۱۱۲٬۸۹۳   | ۲۶٬۲۲۷         | ۱۸۱٬۳۲۰    | ۱۴۹٬۴۴۲   | ۱۳۹٬۱۲۰    | ۱۰٬۳۲۲       |
| اوت-سون | ۹۹٬۱۵۳    | ۳۱٬۶۹۸         | ۱۷۴٬۴۵۹    | ۱۴۲٬۷۹۶   | ۱۳۰٬۸۵۱    | ۱۱٬۹۴۵       |
| تریتوآر دو بلفور | ۵۲٬۸۲۲    | ۱۴٬۹۷۲         | ۸۹٬۶۳۱     | ۷۳٬۱۲۸    | ۶۷٬۷۹۴     | ۵٬۳۳۴        |
| لوآر-آتلانتیک | ۵۶۱٬۵۸۲   | ۷۰٬۶۵۳         | ۸۱۴٬۵۸۰    | ۶۶۳٬۹۳۸   | ۶۳۲٬۲۳۵    | ۳۱٬۷۰۳       |
| من-ا-لوآر | ۳۵۳٬۱۱۸   | ۴۸٬۴۸۸         | ۵۰۹٬۹۲۸    | ۴۲۱٬۹۰۲   | ۴۰۱٬۶۰۶    | ۲۰٬۲۹۶       |
| ماین | ۱۴۸٬۹۷۳   | ۱۹٬۱۹۰         | ۲۱۴٬۰۵۴    | ۱۷۶٬۷۴۷   | ۱۶۸٬۱۶۳    | ۸٬۵۸۴        |
| سارت | ۲۴۶٬۳۵۶   | ۴۵٬۴۲۹         | ۳۸۵٬۳۴۵    | ۳۱۰٬۴۶۸   | ۲۹۱٬۷۸۵    | ۱۸٬۶۸۳       |
| وانده | ۲۹۷٬۸۵۴   | ۴۱٬۳۴۱         | ۴۲۷٬۸۵۴    | ۳۵۶٬۵۳۲   | ۳۳۹٬۱۹۵    | ۱۷٬۳۳۷       |
| کوت-دارمور | ۳۰۰٬۰۲۱   | ۳۹٬۷۵۳         | ۴۲۸٬۷۲۰    | ۳۶۰٬۷۰۳   | ۳۳۹٬۷۷۴    | ۲۰٬۹۲۹       |
| فینیستر | ۴۴۶٬۶۳۶   | ۵۲٬۷۴۵         | ۶۳۵٬۴۳۲    | ۵۲۵٬۱۸۰   | ۴۹۹٬۳۸۱    | ۲۵٬۷۹۹       |
| ایل-ا-ویلن | ۴۳۹٬۶۰۰   | ۴۹٬۸۴۹         | ۶۱۸٬۲۴۸    | ۵۱۲٬۹۵۶   | ۴۸۹٬۴۴۹    | ۲۳٬۵۰۷       |
| موربیان | ۳۳۷٬۱۲۶   | ۵۴٬۳۶۴         | ۴۹۸٬۹۵۵    | ۴۱۲٬۴۱۳   | ۳۹۱٬۴۹۰    | ۲۰٬۹۲۳       |
| شرانت | ۱۶۵٬۰۱۴   | ۲۸٬۷۰۰         | ۲۵۵٬۰۹۷    | ۲۰۷٬۲۰۲   | ۱۹۳٬۷۱۴    | ۱۳٬۴۸۸       |
| شرانت-ماریتیم | ۲۶۸٬۳۰۹   | ۵۲٬۱۶۴         | ۴۱۷٬۷۹۹    | ۳۳۹٬۴۵۰   | ۳۲۰٬۴۷۳    | ۱۸٬۹۷۷       |
| دو-سور | ۱۸۶٬۳۷۹   | ۲۱٬۵۹۷         | ۲۶۰٬۹۱۴    | ۲۱۸٬۲۸۰   | ۲۰۷٬۹۷۶    | ۱۰٬۳۰۴       |
| وین | ۱۹۸٬۰۶۳   | ۲۷٬۹۲۰         | ۲۸۶٬۹۶۲    | ۲۳۸٬۱۰۱   | ۲۲۵٬۹۸۳    | ۱۲٬۱۱۸       |
| دوردوین | ۲۰۴٬۹۹۳   | ۳۴٬۲۱۵         | ۳۰۳٬۸۳۰    | ۲۵۷٬۴۰۳   | ۲۳۹٬۲۰۸    | ۱۸٬۱۹۵       |
| ژیروند | ۵۶۱٬۰۰۹   | ۱۰۸٬۶۷۰        | ۸۶۷٬۶۹۵    | ۷۱۱٬۲۶۷   | ۶۶۹٬۶۷۹    | ۴۱٬۵۸۸       |
| لاند | ۱۷۴٬۹۸۷   | ۲۵٬۹۲۰         | ۲۵۸٬۸۱۴    | ۲۱۵٬۵۷۵   | ۲۰۰٬۹۰۷    | ۱۴٬۶۶۸       |
| لو-ا-گرون | ۱۳۸٬۲۹۴   | ۳۹٬۱۰۱         | ۲۲۸٬۹۸۵    | ۱۹۰٬۹۲۰   | ۱۷۷٬۳۹۵    | ۱۳٬۵۲۵       |
| پیرنه-آتلانتیک | ۳۰۴٬۳۷۹   | ۴۳٬۵۰۳         | ۴۵۰٬۴۵۸    | ۳۷۱٬۷۸۷   | ۳۴۷٬۸۸۲    | ۲۳٬۹۰۵       |
| آرییژ | ۶۹٬۴۰۰    | ۱۳٬۳۴۳         | ۱۰۸٬۹۸۶    | ۹۰٬۱۵۹    | ۸۲٬۷۴۳     | ۷٬۴۱۶        |
| آویرون | ۱۵۰٬۲۸۳   | ۲۰٬۲۱۴         | ۲۱۴٬۷۹۳    | ۱۸۲٬۰۱۲   | ۱۷۰٬۴۹۷    | ۱۱٬۵۱۵       |
| اوت-گارون | ۴۶۳٬۸۵۰   | ۸۷٬۶۸۲         | ۷۱۰٬۵۳۵    | ۵۸۶٬۰۴۳   | ۵۵۱٬۵۳۲    | ۳۴٬۵۱۱       |
| ژر | ۹۱٬۰۵۷    | ۱۵٬۸۲۱         | ۱۳۵٬۳۴۵    | ۱۱۴٬۸۵۳   | ۱۰۶٬۸۷۸    | ۷٬۹۷۵        |
| لو | ۸۹٬۶۹۰    | ۱۲٬۳۳۵         | ۱۲۸٬۱۶۱    | ۱۰۹٬۶۲۷   | ۱۰۲٬۰۲۵    | ۷٬۶۰۲        |
| اوت-پیرنه | ۱۱۲٬۴۹۴   | ۱۷٬۴۸۶         | ۱۶۹٬۱۲۷    | ۱۳۹٬۹۳۴   | ۱۲۹٬۹۸۰    | ۹٬۹۵۴        |
| تارن | ۱۶۹٬۴۸۴   | ۳۶٬۱۷۲         | ۲۶۱٬۵۱۳    | ۲۲۱٬۴۹۷   | ۲۰۵٬۶۵۶    | ۱۵٬۸۴۱       |
| تارن-ا-گارون | ۹۴٬۵۸۹    | ۲۶٬۰۴۶         | ۱۵۳٬۶۷۴    | ۱۲۹٬۶۰۸   | ۱۲۰٬۶۳۵    | ۸٬۹۷۳        |
| کورز | ۱۳۴٬۹۸۸   | ۱۳٬۵۳۰         | ۱۸۴٬۱۶۲    | ۱۵۸٬۴۵۲   | ۱۴۸٬۵۱۸    | ۹٬۹۳۴        |
| کروز | ۶۸٬۳۱۳    | ۹٬۰۱۴          | ۱۰۱٬۸۰۲    | ۸۲٬۴۵۲    | ۷۷٬۳۲۷     | ۵٬۱۲۵        |
| اوت-وین | ۱۸۲٬۴۳۱   | ۲۲٬۶۹۴         | ۲۶۰٬۹۱۹    | ۲۱۸٬۸۸۷   | ۲۰۵٬۱۲۵    | ۱۳٬۷۶۲       |
| ان (اوورنی-رون-آلپ) | ۲۰۴٬۰۲۹   | ۵۴٬۹۵۷         | ۳۳۸٬۱۸۱    | ۲۷۳٬۸۱۷   | ۲۵۸٬۹۸۶    | ۱۴٬۸۳۱       |
| آردش | ۱۴۰٬۲۰۸   | ۳۰٬۵۳۱         | ۲۱۹٬۸۰۳    | ۱۸۲٬۳۸۹   | ۱۷۰٬۷۳۹    | ۱۱٬۶۵۰       |
| دروم | ۱۹۰٬۰۴۷   | ۴۹٬۶۴۹         | ۳۰۹٬۵۳۵    | ۲۵۴٬۰۶۸   | ۲۳۹٬۶۹۶    | ۱۴٬۳۷۲       |
| ایزر | ۴۴۹٬۰۸۲   | ۱۰۰٬۴۶۲        | ۷۰۸٬۵۰۰    | ۵۷۷٬۵۲۸   | ۵۴۹٬۵۴۴    | ۲۷٬۹۸۴       |
| لوآر | ۲۸۹٬۵۹۰   | ۷۵٬۰۲۲         | ۴۸۴٬۱۷۴    | ۳۸۵٬۴۸۳   | ۳۶۴٬۶۱۲    | ۲۰٬۸۷۱       |
| رون | ۵۸۷٬۷۴۹   | ۱۳۵٬۴۹۶        | ۹۳۲٬۶۱۵    | ۷۵۵٬۱۷۴   | ۷۲۳٬۲۴۵    | ۳۱٬۹۲۹       |
| ساووآ | ۱۶۳٬۵۸۴   | ۳۷٬۷۳۶         | ۲۶۴٬۹۳۰    | ۲۱۳٬۰۹۸   | ۲۰۱٬۳۲۰    | ۱۱٬۷۷۸       |
| اوت سووآ | ۲۶۲٬۵۶۷   | ۵۸٬۴۱۷         | ۴۲۱٬۱۶۵    | ۳۳۷٬۳۹۹   | ۳۲۰٬۹۸۴    | ۱۶٬۴۱۵       |
| آلیه | ۱۶۴٬۶۰۳   | ۲۸٬۵۶۹         | ۲۵۶٬۰۸۶    | ۲۰۷٬۰۹۱   | ۱۹۳٬۱۷۲    | ۱۳٬۹۱۹       |
| کانتال | ۸۶٬۰۷۸    | ۱۱٬۱۶۸         | ۱۲۳٬۸۱۵    | ۱۰۲٬۶۱۹   | ۹۷٬۲۴۶     | ۵٬۳۷۳        |
| اوت-لوآر | ۱۰۵٬۱۱۲   | ۲۳٬۳۶۸         | ۱۶۶٬۳۱۲    | ۱۳۷٬۵۱۷   | ۱۲۸٬۴۸۰    | ۹٬۰۳۷        |
| پوی-دو-دم | ۲۸۶٬۹۲۸   | ۴۲٬۷۰۰         | ۴۲۵٬۳۶۱    | ۳۵۱٬۰۱۵   | ۳۲۹٬۶۲۸    | ۲۱٬۳۸۷       |
| اود | ۱۳۹٬۸۷۵   | ۳۹٬۶۰۶         | ۲۳۶٬۸۱۲    | ۱۹۴٬۷۱۴   | ۱۷۹٬۴۸۱    | ۱۵٬۲۳۳       |
| گار | ۲۴۸٬۹۰۶   | ۹۰٬۴۸۸         | ۴۴۵٬۵۰۰    | ۳۶۳٬۷۶۰   | ۳۳۹٬۳۹۴    | ۲۴٬۳۶۶       |
| ارو | ۳۶۳٬۰۱۹   | ۱۱۷٬۶۳۱        | ۶۳۲٬۲۵۳    | ۵۱۵٬۱۷۴   | ۴۸۰٬۶۵۰    | ۳۴٬۵۲۴       |
| لوزر | ۳۹٬۷۱۵    | ۶٬۶۹۳          | ۵۸٬۸۱۰     | ۴۹٬۴۹۱    | ۴۶٬۴۰۸     | ۳٬۰۸۳        |
| پیرنه-اورینتال | ۱۶۰٬۵۵۳   | ۵۳٬۸۷۶         | ۲۸۵٬۹۳۸    | ۲۳۰٬۵۳۰   | ۲۱۴٬۴۲۹    | ۱۶٬۱۰۱       |
| آلپ-دو-اوت-پرووانس | ۶۶٬۴۵۶    | ۱۷٬۸۴۷         | ۱۰۸٬۹۰۷    | ۹۰٬۱۰۷    | ۸۴٬۳۰۳     | ۵٬۸۰۴        |
| اوت-آلپ | ۶۰٬۷۵۶    | ۱۲٬۹۵۲         | ۹۵٬۰۷۵     | ۷۸٬۵۴۳    | ۷۳٬۷۰۸     | ۴٬۸۳۵        |
| آلپ-ماریتیم | ۳۵۷٬۱۴۳   | ۱۴۳٬۶۴۸        | ۶۹۰٬۱۳۱    | ۵۲۴٬۹۸۴   | ۵۰۰٬۷۹۱    | ۲۴٬۱۹۳       |
| بوش-دو-رون | ۶۳۸٬۶۸۸   | ۲۴۱٬۸۱۴        | ۱٬۱۴۵٬۰۲۰  | ۹۲۶٬۱۰۲   | ۸۸۰٬۵۰۲    | ۴۵٬۶۰۰       |
| ور | ۳۴۶٬۲۴۰   | ۱۳۹٬۳۱۹        | ۶۴۵٬۳۲۶    | ۵۱۲٬۶۸۰   | ۴۸۵٬۵۵۹    | ۲۷٬۱۲۱       |
| وکلوز | ۱۸۶٬۵۴۵   | ۷۸٬۶۰۱         | ۳۴۲٬۵۴۷    | ۲۸۱٬۳۵۳   | ۲۶۵٬۱۴۶    | ۱۶٬۲۰۷       |
| کرس جنوبی | ۴۳٬۵۵۷    | ۱۲٬۵۰۲         | ۸۶٬۴۳۱     | ۵۹٬۷۴۳    | ۵۶٬۰۵۹     | ۳٬۶۸۴        |
| کرس شمالی | ۵۳٬۱۵۳    | ۱۲٬۰۰۹         | ۱۰۴٬۷۴۲    | ۶۹٬۹۰۲    | ۶۵٬۱۶۲     | ۴٬۷۴۰        |
| گوادلوپ | ۹۳٬۰۳۸    | ۸٬۸۸۹          | ۲۸۱٬۵۱۴    | ۱۰۹٬۴۳۵   | ۱۰۱٬۹۲۷    | ۷٬۵۰۸        |
| مارتینیک | ۱۰۸٬۵۶۲   | ۴٬۳۵۳          | ۲۶۶٬۵۳۰    | ۱۲۰٬۳۷۲   | ۱۱۲٬۹۱۵    | ۷٬۴۵۷        |
| گویان | ۱۹٬۷۲۶    | ۲٬۴۱۶          | ۵۱٬۷۸۲     | ۲۳٬۳۳۹    | ۲۲٬۱۴۲     | ۱٬۱۹۷        |
| رئونیون | ۲۷۸٬۵۶۳   | ۲۴٬۵۴۲         | ۴۳۶٬۷۰۶    | ۳۱۷٬۱۸۶   | ۳۰۳٬۱۰۵    | ۱۴٬۰۸۱       |
| سن-پیر-ا-میکلون | ۲٬۸۸۰     | ۳۱۹            | ۴٬۸۱۳      | ۳٬۳۲۴     | ۳٬۱۹۹      | ۱۲۵          |
| مایوت | ۱۷٬۸۴۴    | ۲٬۳۷۱          | ۵۲٬۱۸۹     | ۲۱٬۳۸۶    | ۲۰٬۲۱۵     | ۱٬۱۷۱        |
| والیس و فوتونا | ۵٬۷۷۷     | ۴۹۲            | ۹٬۳۴۸      | ۶٬۳۵۰     | ۶٬۲۶۹      | ۸۱           |
| پلی‌نزی | ۷۰٬۳۸۶    | ۹٬۸۲۴          | ۱۴۹٬۷۸۲    | ۸۳٬۰۹۵    | ۸۰٬۲۱۰     | ۲٬۸۸۵        |
| کالدونیای جدید | ۴۹٬۸۱۶    | ۱۲٬۱۲۵         | ۱۲۶٬۹۶۹    | ۶۴٬۲۰۴    | ۶۱٬۹۴۱     | ۲٬۲۶۳        |
| منبع: .90.166%3A80%2Fobj%2FfStudy%2FFRPR20022!Display&Regionslice=FR&Candidateslice=FRPR005&mode=cube&v=2&virtualsubset=Percent_value&Candidatesubset=FRPP01+-+FRPR007&measuretype=4&cube=http%3A%2F%2F129.177 .90.166%3A80%2Fobj%2FfCube%2FFRPR20022!Display_C1&top=yes پایگاه داده انتخابات فرانسه |           |                |            |           |            |              |

#### براساس مناطق
| ناحیه‌های فرانسه | ژاک شیراک | ژان-ماری لو پن | واجد شرایط | آراء کل   | آراء معتبر | آراء نامعتبر |
| --- | --------- | -------------- | ---------- | --------- | ---------- | ------------ |
| ایل-دو-فرانس | ۴٬۰۱۰٬۱۲۴ | ۶۷۶٬۴۵۳        | ۶٬۰۳۸٬۵۸۱  | ۴٬۸۶۹٬۸۵۴ | ۴٬۶۸۶٬۵۷۷  | ۱۸۳٬۲۷۷      |
| شامپانی-آردن | ۵۱۸٬۵۴۵   | ۱۴۸٬۱۵۲        | ۹۰۱٬۷۹۳    | ۷۰۹٬۰۰۲   | ۶۶۶٬۶۹۷    | ۴۲٬۳۰۵       |
| پیکاردی | ۷۳۲٬۲۶۴   | ۲۲۹٬۷۷۶        | ۱٬۲۷۳٬۶۲۵  | ۱٬۰۲۷٬۰۲۰ | ۹۶۲٬۰۴۰    | ۶۴٬۹۸۰       |
| نرماندی علیا | ۷۵۲٬۷۲۶   | ۱۷۴٬۰۴۸        | ۱٬۲۱۵٬۷۴۱  | ۹۷۸٬۴۳۹   | ۹۲۶٬۷۷۴    | ۵۱٬۶۶۵       |
| سانتر-وال-دلوآر | ۱٬۰۷۵٬۴۵۹ | ۲۳۳٬۹۹۳        | ۱٬۷۰۵٬۶۴۲  | ۱٬۳۸۶٬۳۷۵ | ۱٬۳۰۹٬۴۵۲  | ۷۶٬۹۲۳       |
| نرماندی سفلی | ۶۶۸٬۸۶۷   | ۱۲۸٬۶۵۴        | ۱٬۰۳۱٬۱۶۳  | ۸۳۹٬۱۳۱   | ۷۹۷٬۵۲۱    | ۴۱٬۶۱۰       |
| بورگونی | ۶۹۰٬۴۳۸   | ۱۶۳٬۵۲۰        | ۱٬۱۳۴٬۶۶۲  | ۹۱۲٬۴۳۳   | ۸۵۳٬۹۵۸    | ۵۸٬۴۷۵       |
| نور-پا-دو-کاله | ۱٬۵۸۹٬۶۴۳ | ۴۴۵٬۶۲۱        | ۲٬۷۶۹٬۱۸۱  | ۲٬۱۶۴٬۰۸۳ | ۲٬۰۳۵٬۲۶۴  | ۱۲۸٬۸۱۹      |
| لورن | ۹۴۶٬۴۱۹   | ۲۴۶٬۹۰۸        | ۱٬۶۰۳٬۶۲۹  | ۱٬۲۶۵٬۱۳۱ | ۱٬۱۹۳٬۳۲۷  | ۷۱٬۸۰۴       |
| آلزاس | ۶۸۶٬۷۵۱   | ۱۸۶٬۶۶۰        | ۱٬۱۵۳٬۴۹۰  | ۹۲۲٬۰۰۷   | ۸۷۳٬۴۱۱    | ۴۸٬۵۹۶       |
| فرانش-کنته | ۴۷۷٬۵۸۷   | ۱۲۰٬۲۰۰        | ۷۸۰٬۰۵۵    | ۶۴۲٬۷۴۸   | ۵۹۷٬۷۸۷    | ۴۴٬۹۶۱       |
| پی دو لا لوآر | ۱٬۶۰۷٬۸۸۳ | ۲۲۵٬۱۰۱        | ۲٬۳۵۱٬۷۶۱  | ۱٬۹۲۹٬۵۸۷ | ۱٬۸۳۲٬۹۸۴  | ۹۶٬۶۰۳       |
| برتاین | ۱٬۵۲۳٬۳۸۳ | ۱۹۶٬۷۱۱        | ۲٬۱۸۱٬۳۵۵  | ۱٬۸۱۱٬۲۵۲ | ۱٬۷۲۰٬۰۹۴  | ۹۱٬۱۵۸       |
| پواتو-شرانت | ۸۱۷٬۷۶۵   | ۱۳۰٬۳۸۱        | ۱٬۲۲۰٬۷۷۲  | ۱٬۰۰۳٬۰۳۳ | ۹۴۸٬۱۴۶    | ۵۴٬۸۸۷       |
| ناحیه آکیتن | ۱٬۳۸۳٬۶۶۲ | ۲۵۱٬۴۰۹        | ۲٬۱۰۹٬۷۸۲  | ۱٬۷۴۶٬۹۵۲ | ۱٬۶۳۵٬۰۷۱  | ۱۱۱٬۸۸۱      |
| پیرنه میانه | ۱٬۲۴۰٬۸۴۷ | ۲۲۹٬۰۹۹        | ۱٬۸۸۲٬۱۳۴  | ۱٬۵۷۳٬۷۳۳ | ۱٬۴۶۹٬۹۴۶  | ۱۰۳٬۷۸۷      |
| لیموزن | ۳۸۵٬۷۳۲   | ۴۵٬۲۳۸         | ۵۴۶٬۸۸۳    | ۴۵۹٬۷۹۱   | ۴۳۰٬۹۷۰    | ۲۸٬۸۲۱       |
| رون-آلپ | ۲٬۲۸۶٬۸۵۶ | ۵۴۲٬۲۷۰        | ۳٬۶۷۸٬۹۰۳  | ۲٬۹۷۸٬۹۵۶ | ۲٬۸۲۹٬۱۲۶  | ۱۴۹٬۸۳۰      |
| اوورنی | ۶۴۲٬۷۲۱   | ۱۰۵٬۸۰۵        | ۹۷۱٬۵۷۴    | ۷۹۸٬۲۴۲   | ۷۴۸٬۵۲۶    | ۴۹٬۷۱۶       |
| لانگداک روسیون | ۹۵۲٬۰۶۸   | ۳۰۸٬۲۹۴        | ۱٬۶۵۹٬۳۱۳  | ۱٬۳۵۳٬۶۶۹ | ۱٬۲۶۰٬۳۶۲  | ۹۳٬۳۰۷       |
| پروانس-آلپ-کوت دازور | ۱٬۶۵۵٬۸۲۸ | ۶۳۴٬۱۸۱        | ۳٬۰۲۷٬۰۰۶  | ۲٬۴۱۳٬۷۶۹ | ۲٬۲۹۰٬۰۰۹  | ۱۲۳٬۷۶۰      |
| جزیره کرس | ۹۶٬۷۱۰    | ۲۴٬۵۱۱         | ۱۹۱٬۱۷۳    | ۱۲۹٬۶۴۵   | ۱۲۱٬۲۲۱    | ۸٬۴۲۴        |
| گوادلوپ | ۹۳٬۰۳۸    | ۸٬۸۸۹          | ۲۸۱٬۵۱۴    | ۱۰۹٬۴۳۵   | ۱۰۱٬۹۲۷    | ۷٬۵۰۸        |
| مارتینیک | ۱۰۸٬۵۶۲   | ۴٬۳۵۳          | ۲۶۶٬۵۳۰    | ۱۲۰٬۳۷۲   | ۱۱۲٬۹۱۵    | ۷٬۴۵۷        |
| گویان | ۱۹٬۷۲۶    | ۲٬۴۱۶          | ۵۱٬۷۸۲     | ۲۳٬۳۳۹    | ۲۲٬۱۴۲     | ۱٬۱۹۷        |
| رئونیون | ۲۷۸٬۵۶۳   | ۲۴٬۵۴۲         | ۴۳۶٬۷۰۶    | ۳۱۷٬۱۸۶   | ۳۰۳٬۱۰۵    | ۱۴٬۰۸۱       |
| سن-پیر-ا-میکلون | ۲٬۸۸۰     | ۳۱۹            | ۴٬۸۱۳      | ۳٬۳۲۴     | ۳٬۱۹۹      | ۱۲۵          |
| مایوت | ۱۷٬۸۴۴    | ۲٬۳۷۱          | ۵۲٬۱۸۹     | ۲۱٬۳۸۶    | ۲۰٬۲۱۵     | ۱٬۱۷۱        |
| والیس و فوتونا | ۵٬۷۷۷     | ۴۹۲            | ۹٬۳۴۸      | ۶٬۳۵۰     | ۶٬۲۶۹      | ۸۱           |
| پلی‌نزی | ۷۰٬۳۸۶    | ۹٬۸۲۴          | ۱۴۹٬۷۸۲    | ۸۳٬۰۹۵    | ۸۰٬۲۱۰     | ۲٬۸۸۵        |
| کالدونیای جدید | ۴۹٬۸۱۶    | ۱۲٬۱۲۵         | ۱۲۶٬۹۶۹    | ۶۴٬۲۰۴    | ۶۱٬۹۴۱     | ۲٬۲۶۳        |
| منبع: .90.166%3A80%2Fobj%2FfStudy%2FFRPR20022!Display&Regionslice=FR&Candidateslice=FRPR005&mode=cube&v=2&virtualsubset=Percent_value&Candidatesubset=FRPP01+-+FRPR007&measuretype=4&cube=http%3A%2F%2F129.177 .90.166%3A80%2Fobj%2FfCube%2FFRPR20022!Display_C1&top=yes پایگاه داده انتخابات فرانسه |           |                |            |           |            |              |

## هزینه‌های کمپین‌های انتخاباتی
| کاندیدا          | نتیجه دور اول | هزینه          | بازپرداخت  |
| ---------------- | ------------- | -------------- | ---------- |
| ژاک شیراک        | ۱۹٬۸۸٪        | ۱۸۰۳۰۸۲۶٫۴۲    | ۹۸۸۲۰۰۰٫۰۰ |
| ژان-ماری لو پن   | ۱۶٬۸۶٪        | ۱۲۰۵۰۷۱۸٫۱۴    | ۹۸۸۲۰۰۰٫۰۰ |
| لیونل ژوسپن      | ۱۶٬۱۸٪        | ۱۲۵۰۶۸۳۴٫۰۰    | ۷۳۹۸۰۰۰٫۰۰ |
| فرانسوا بایرو    | ۶٬۸۴٪         | ۸۸۳۰۵۳۴٫۰۰     | ۷۳۹۸۰۰۰٫۰۰ |
| آرلت لاگیه       | ۵٬۷۲٪         | ۲۳۸۱۰۷۳٫۶۸     | ۲۳۵۴۵۷۴٫۵۲ |
| ژان پیر شونمان   | ۵٬۳۳٪         | ۹۶۴۱۶۶۸٫۰۰     | ۷۳۹۸۰۰۰٫۰۰ |
| نوئل مامر        | ۵٬۲۵٪         | ۴۰۶۷۵۶۱٫۷۷     | ۳۹۶۴۴۳۳٫۷۷ |
| اولیویه بزانسون  | ۴٬۲۵٪         | ۷۵۳۴۲۱٫۰۰      | ۷۲۶۴۲۹٫۰۰  |
| جین سینت جاس     | ۴٬۲۳٪         | ۸۰۸۳۴۱٫۵۹      | ۷۲۸۲۰۳٫۱۰  |
| آلن مادلن        | ۳٬۹۱٪         | ۳۲۰۲۱۶۱٫۰۰     | ۶۸۲۰۰۰٫۰۰  |
| روبر اوی         | ۳٬۳۷٪         | ۵۳۳۹۰۲۰٫۲۳     | ۷۳۹۸۰۰٫۰۰  |
| برونو مگرت       | ۲٬۳۴٪         | حساب‌های رد شده | ۰٫۰۰       |
| کریستیان توبیرا  | ۲٬۳۲٪         | ۱۲۳۱۵۷۶٫۷۷     | ۷۳۹۸۰۰٫۰۰  |
| کورین لوپاژ      | ۱٬۸۸٪         | ۷۵۸۳۸۰٫۲۴      | ۷۰۹۴۵۰٫۸۷  |
| کریستین بوتین    | ۱٬۱۹٪         | ۱۵۸۱۳۵۱٫۹۹     | ۲۵۷۶۴۰٫۰۳  |
| دانیل گلوک‌اشتاین | ۰٬۴۷٪         | ۵۷۳۸۳۵٫۸۸      | ۵۳۵٬۲۴۲٫۴۵ |

## واکنش‌ها
پس از اعلان نتایج دور اول انتخابات و پیروزی غیرمنتظره ژان ماری لوپن هزاران فرانسوی در سراسر کشور به خیابان‌ها ریختند تا به پیروزی وی اعتراض کنند. راهپیمایان در شهر پاریس‌در اطراف کاخ باستیل و کاخ ریاست‌جمهوری گرد آمدند و پلاکاردهایی در دست داشتند که روی آن نوشته شده بود: شرمنده‌ام. ژوسپین پس از اعلان این نتایج در جمع هوادارن خود گفت: که این نتیجه یک طوفان سیاسی و برای فرانسه و دموکراسی ما خطرناک است و من برای همیشه از صحنه سیاسی فرانسه کنار می‌روم. ژان ماری لوپن پس از اعلان نتایج دور اول، آن را شکستی بزرگ برای دو کاندیدای عمده یعنی شیراک و ژوسپین دانست و گفت: مردم کسانی را که سال‌ها بر آنها حکومت کرده‌اند را نخواسته‌اند و خواستار تغییر هستند.